# Humenné

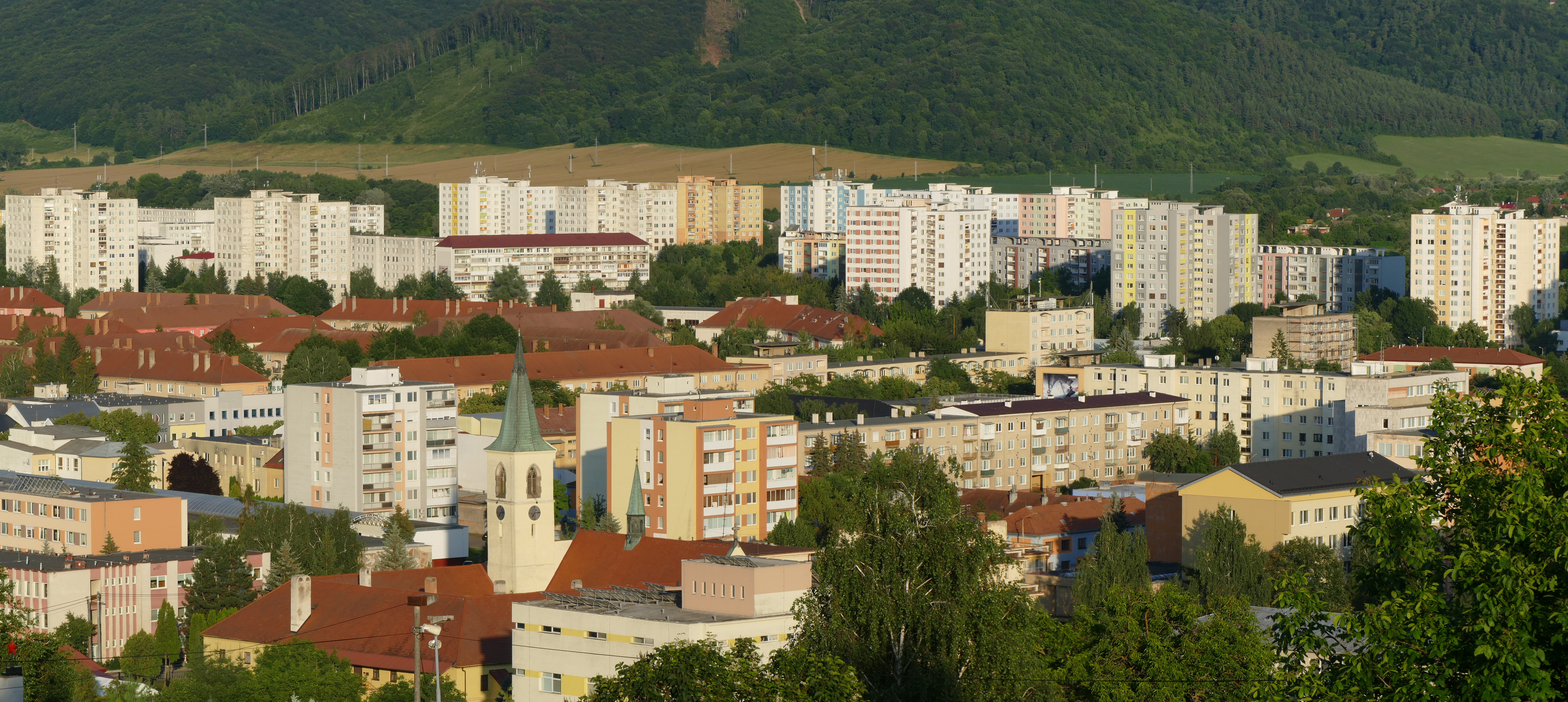
Panoramatický pohled na město Humenné od severozápadu

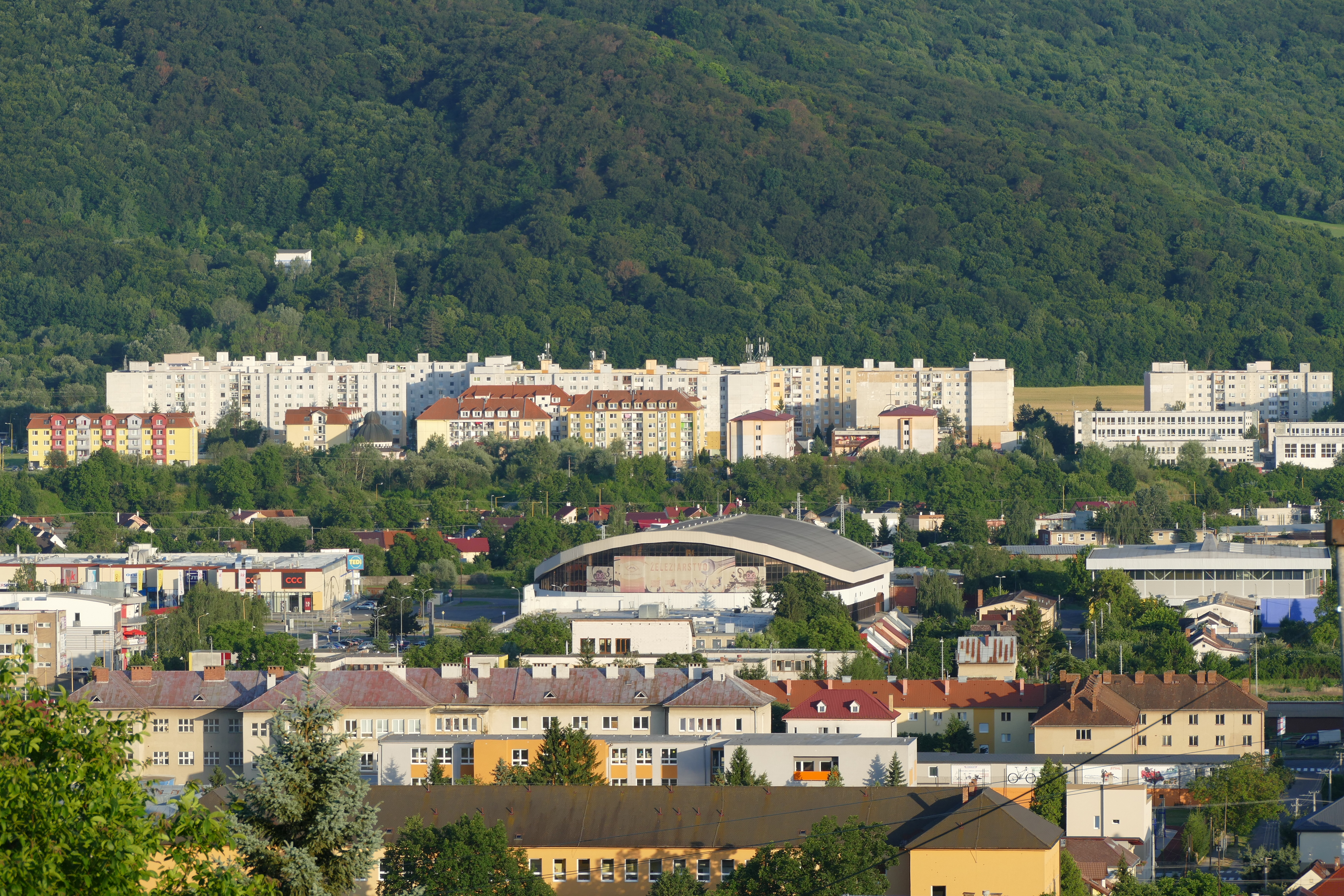
Sídlisko Pod Sokolejom (vzadu)

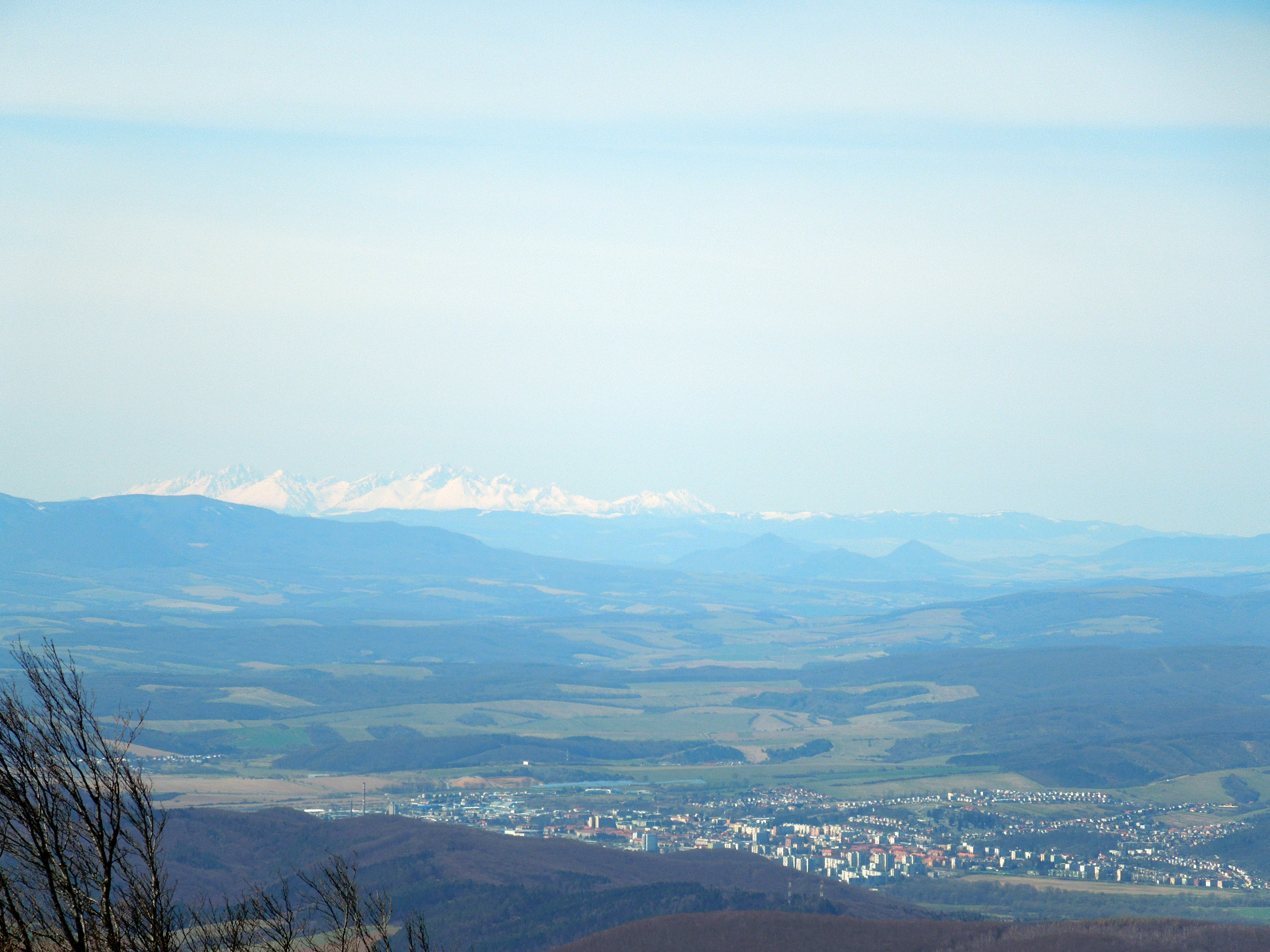
Pohled na Humenné z vrchu Vihorlat v pozadí Vysoké Tatry

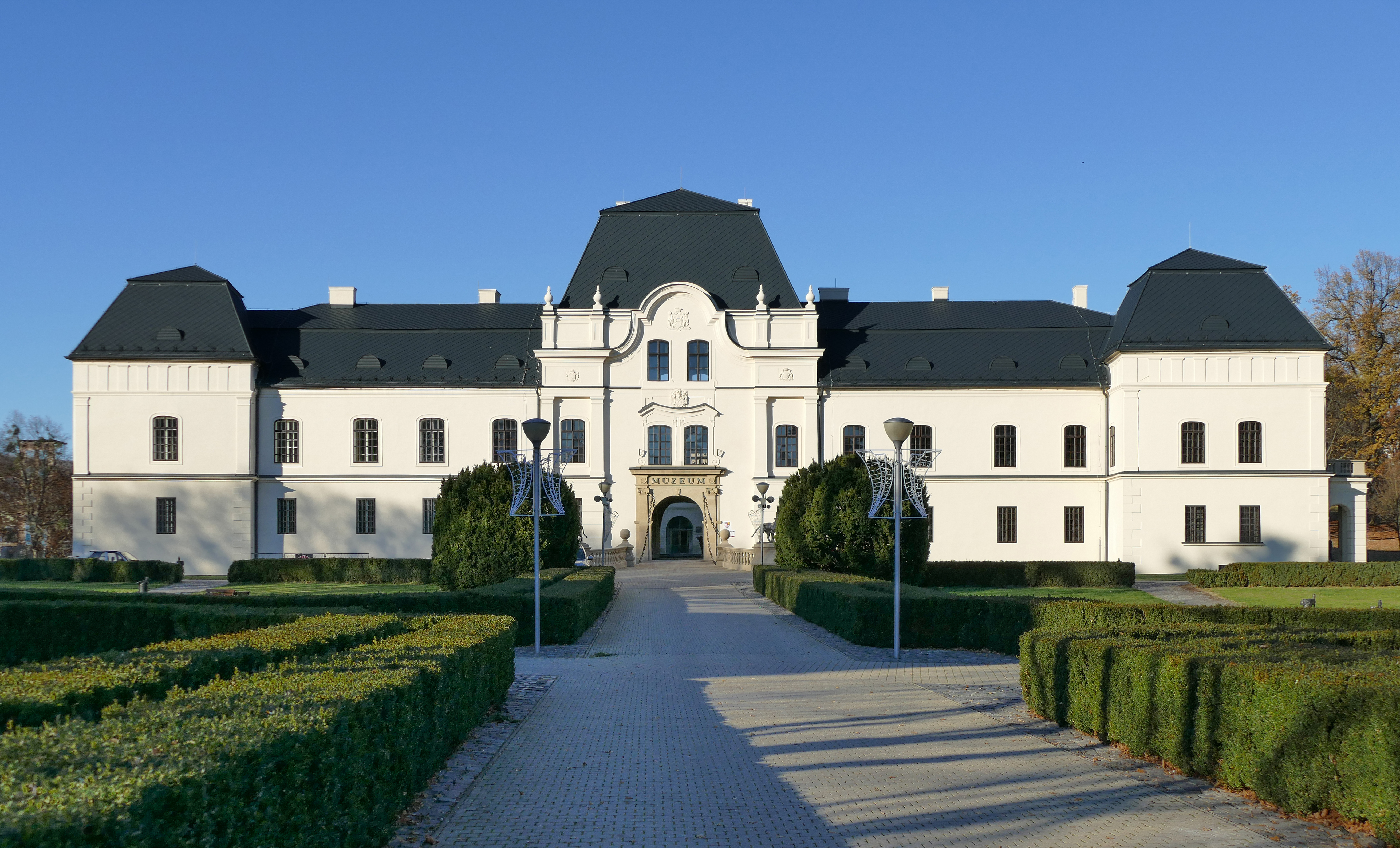
Zámek v Humenném

Humenné (rusínsky Гуменне, německy Homenau, maďarsky Homonna) je okresní město na východním Slovensku v Prešovském kraji, je hospodářským a správním centrem okresu Humenné. Žije zde přibližně 30 tisíc obyvatel.

## Historie

### Středověk
V polovině 13. století, po mongolských nájezdech, začala být oblast dnešního města Humenného postupně osidlována. První písemná zmínka o městě je z roku 1317. Historie města je úzce propojená s rodem Drugetovců, aristokratickou rodinou původem z Neapole, která do města a do tehdejších Uher přišla na začátku 14. století. Drugetovci udělali z města svoje sídlo, které, díky obchodním trasám mezi Uherskem a Polskem prosperovalo. Stěhovali se sem také Rusíni z nedaleké Podkarpatské Rusi. Roku 1610 zde vznikla dnes asi nejvýznamnější památka města, zámek postavený v renesančním stylu. Již o tři roky později zde vznikla jezuitská kolej, která sloužila také jako škola. V roce 1684 Drugetovci vymřeli.

### Novověk
Reformy Marie Terezie umožnily, aby se ve městě rozvíjela více řemesla. Ve městě navíc působil i solný úřad. Tehdy zde žili Maďaři, Slováci, Poláci, Židé a Rusíni. Oficiálním jazykem tu byla ale latina, což působilo stabilizačním prvkem. V 19. století se v Humenném objevují ze Sedmihradska pocházející Andrássyovci. Za jejich vlády město hospodářsky ožilo a i se rozvíjelo. První vlak přijel do Humenného v roce 1871, v této době se začalo v okolí města těžit dřevo. Roku 1889 tu pak byla otevřená první obchodní akademie v Rakousko-Uhersku. Koncem století tu žilo 4 000 obyvatel. V následujícím století se město změnilo k nepoznání. Slibný rozvoj v prvních letech minulého století sice ukončila 1. světová válka, ale pozdější připojení k Československu bylo pro Humenné velkým přínosem. Do roku 1956 bylo ještě spíše administrativním centrem, neexistoval zde téměř žádný průmysl. Ohromný růst začal, až když vznikla továrna na výrobu polyamidových vláken (Chemlon, dnešní Nylstar). Město se stalo centrem chemického, potravinářského a strojírenského průmyslu, byly vybudovány školy i panelová sídliště. Ohromný růst však zastavila krize československé ekonomiky v 90. letech 20. století, dnes patří celá oblast k spíše chudším krajům Slovenské republiky.

## Poloha města
Humenné leží na řekách Laborec a Cirocha, v Karpatech; většinu obyvatelstva tu zaměstnávají chemické a průmyslové podniky. Město je také centrem pro všechny turisty, kteří chtějí do východních Karpat. Nedaleko centra města se nachází také skanzen lidové architektury. Město leží od hlavního města Bratislavy 478 km, krajského města Prešov 72,7 km a je centrem okresu Humenné., sousedí s jedenácti obcemi : Brestov, Brekov, Kochanovce, Myslina, Ptičie, Jasenov, Veľopolie, Udavské, Závadka, Hažín nad Cirochou a Lackovce.

### Členění města
Město se skládá z následujících tří městských částí.
- Humenné
- Suchý Jarok
- Podskalka

### Geografie
Větší města v okruhu Humenného :
| Růžice kompasu | Svidník (~73 km) , Bardejov (~95 km) | Medzilaborce (~43 km) | Snina (~22 km)                       | Růžice kompasu |
| Růžice kompasu | Prešov (~71 km) , Košice (~75km)     | Sever                 |                                      | Růžice kompasu |
| Růžice kompasu | Prešov (~71 km) , Košice (~75km)     | Humenné               |                                      | Růžice kompasu |
| Růžice kompasu | Prešov (~71 km) , Košice (~75km)     | Jih                   |                                      | Růžice kompasu |
| Růžice kompasu | Trebišov (~49 km)                    | Michalovce (~28 km)   | Užhorod (~65 km), Mukačevo (~109 km) | Růžice kompasu |

### Vodní plochy
Mořské oko (třetí největší přírodní jezero na Slovensku) ležící v nedalekých Vihorlatských vrších pod Sninským kamenem z jižní strany a Biokúpalisko Sninské rybníky v rekreační oblasti Sninské rybníky ležící ze severní, pyšnící se oceněním NEJ produkt cestovního ruchu Prešovskeho kraje za rok 2014. Mezi další patří vodní nádrže Zemplínská šírava, Veľká Domaša, Vinenské jezero a rybníky v okolí města (Hubková, Brestov, Slovenská Volová, Chlmec).

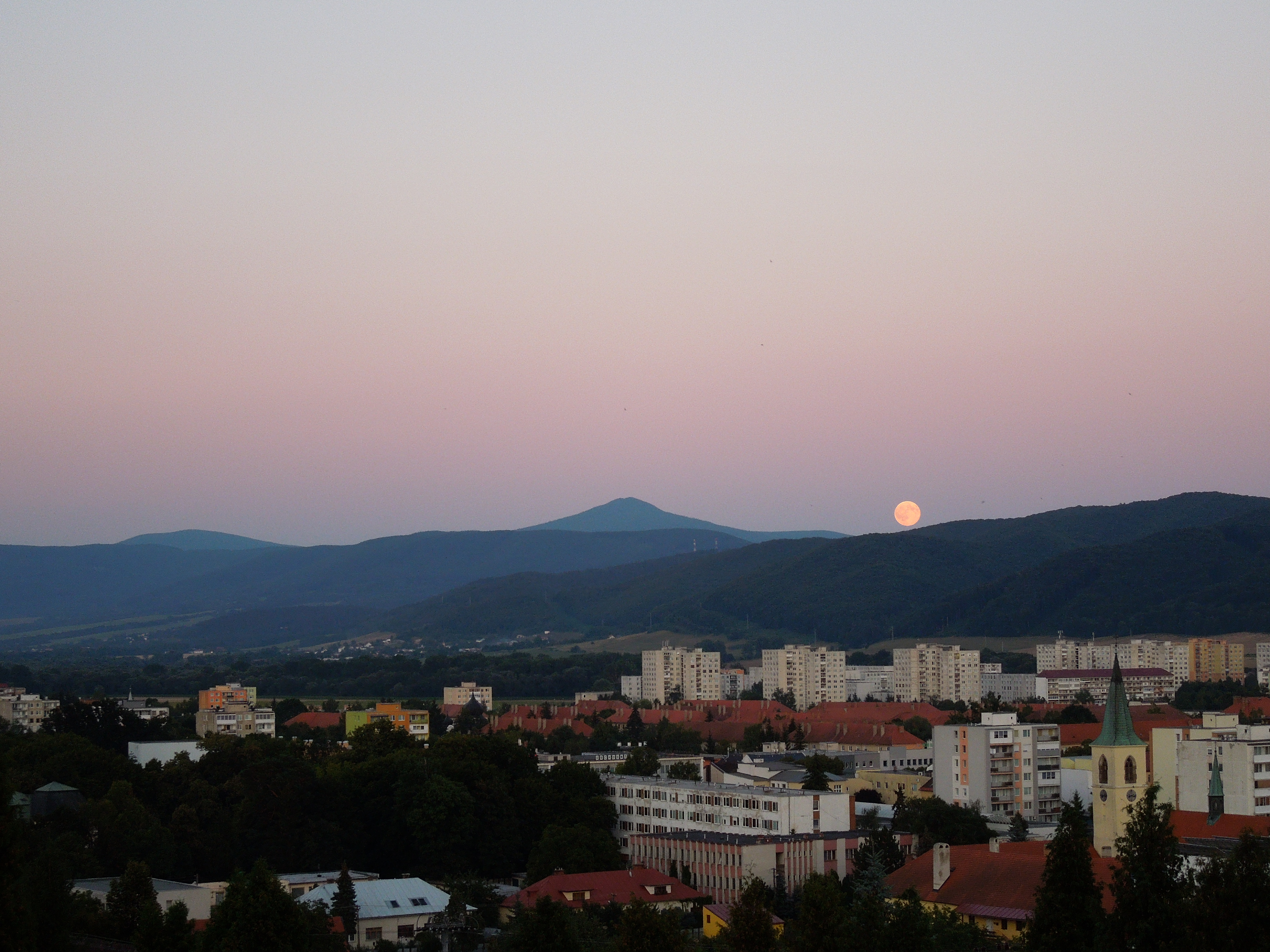
Pohled na vrch Vihorlat (uprostřed) z Humenného
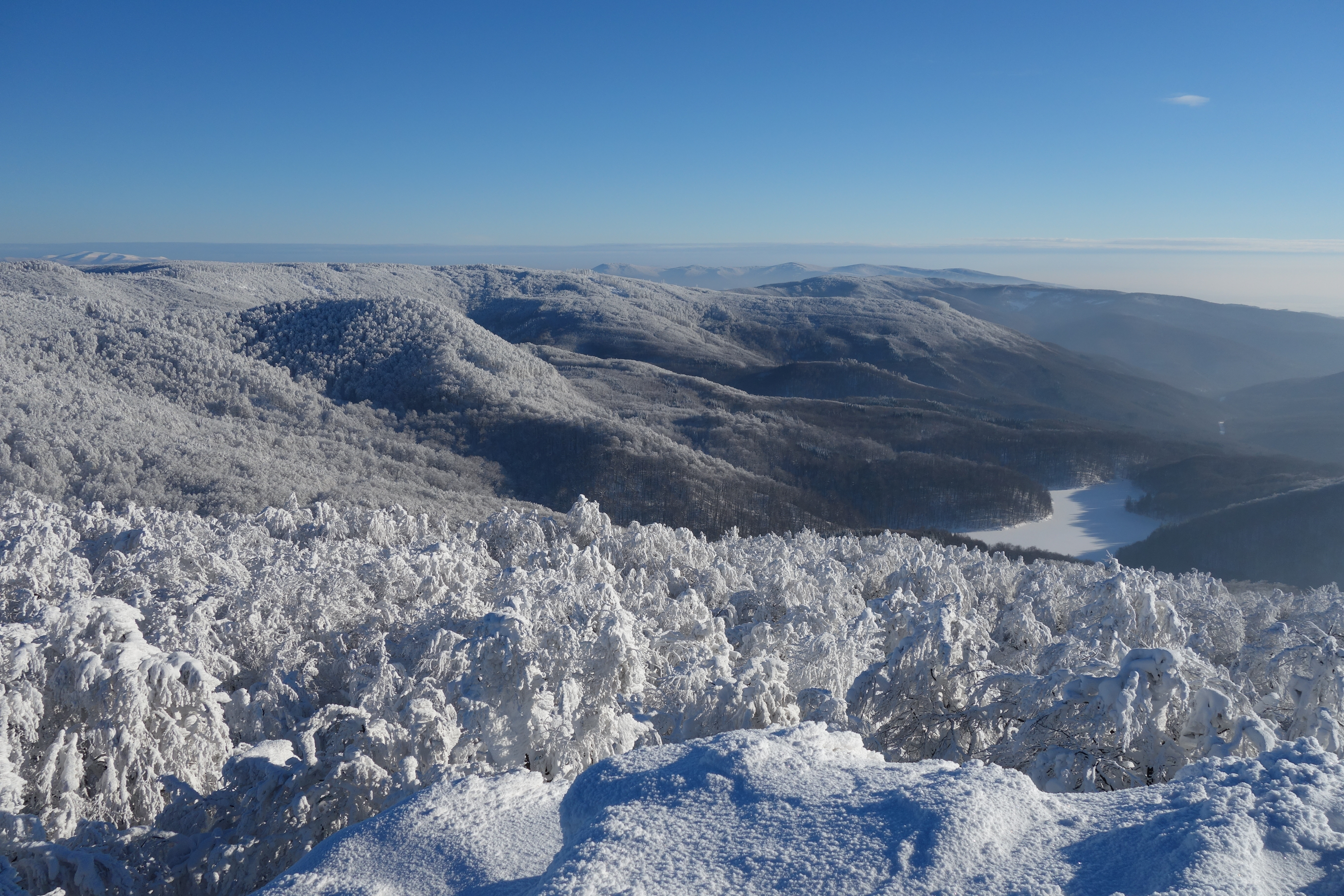
Morské oko (pohled ze Sninského kamene)
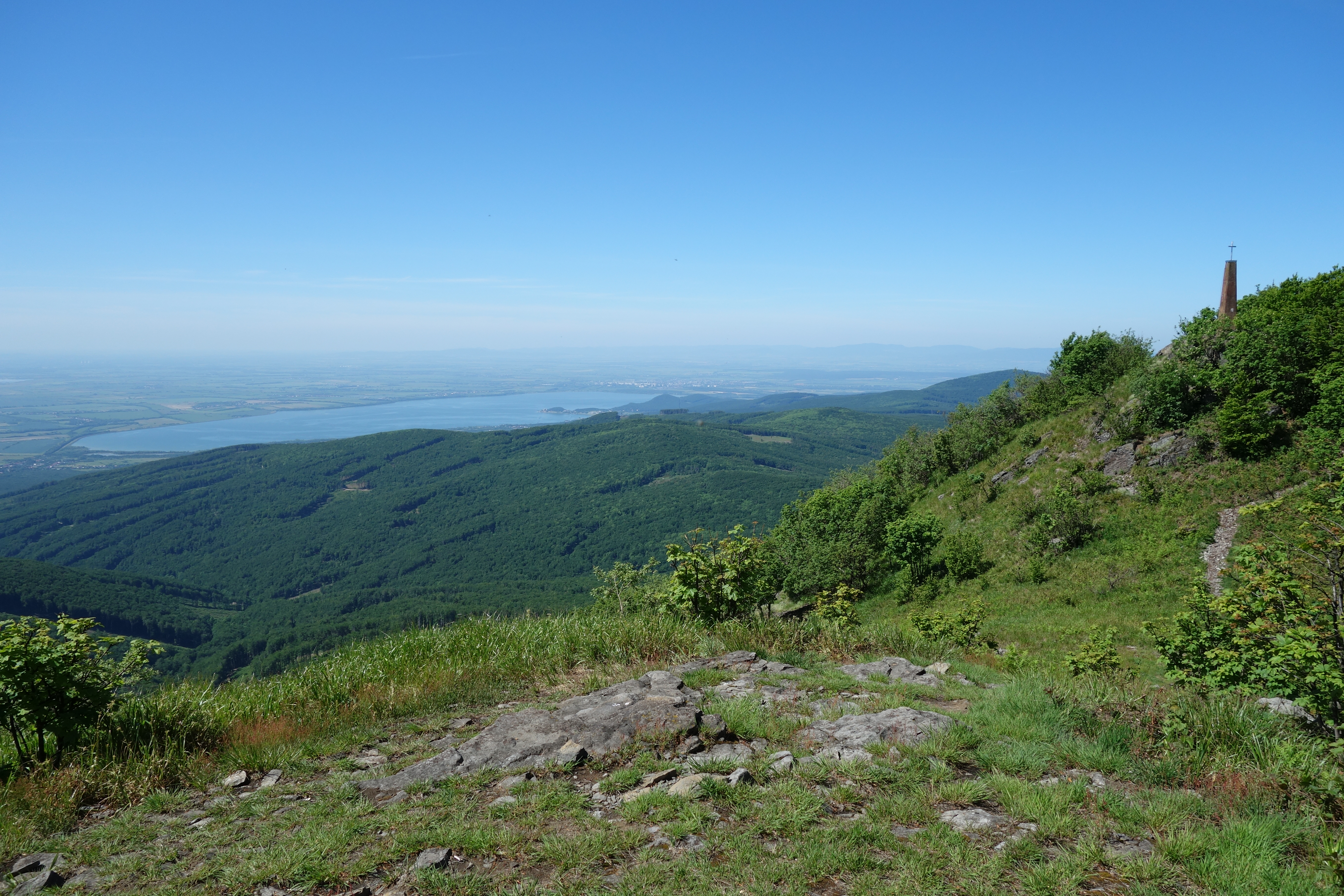
Zemplínská šírava (pohled z Vihorlatu)
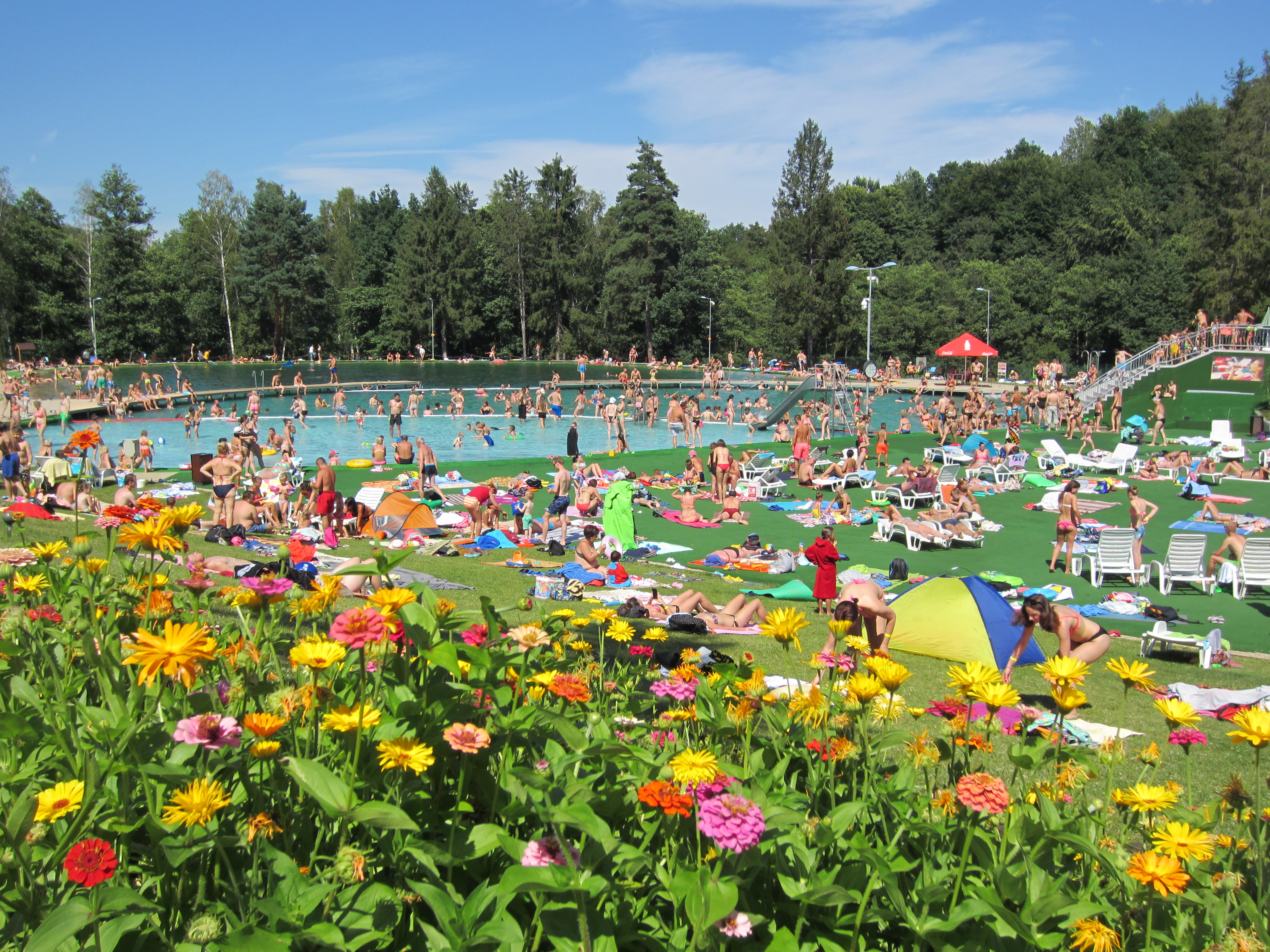
Sninské rybníky

## Městské symboly
- Znak – na ploše azurového štítu je stříbrné rameno, které drží klíč ze zlata. Vlevo od ramene se nachází stříbrný půlměsíc a mezi ramenem a klíčem zlatá šesticípá hvězda.
- Vlajka – ve tvaru obdélníku s ukončením tzv. vlaštovčího ocasu (poměr 2:3). Ocas sahá do 1/3 délky vlajky zdola. Barvy vlajky: žlutá, modrá, bílá – dvakrát se opakující pásky.
- Pečeť – znak města uprostřed, nahoře nadpis "HUMENNÉ".

## Zajímavosti a pamětihodnosti
K významným přírodním zajímavostem v nejbližším okolí města patří Vihorlatské vrchy s atraktivním Mořským okem, nejvyšším vrcholem Vihorlat (1 075,5 m n. m.), oblíbeným Sninským kameněm (1 006,0 m n. m.) a Bukovské vrchy (Poloniny) s nejvyšším vrchem Kremenec (1 221,0 m n. m.) na trojhraničním pomezí s Polskem a Ukrajinou. I blízké okolí města s romantickými ruinami středověkých hradů (Brekov a Jasenov), trochu dále od města jsou další dvě zříceniny hradů (Čičava a Vinné) a skanzen lidové architektury v městském parku je zdrojem poučení a odpočinku.

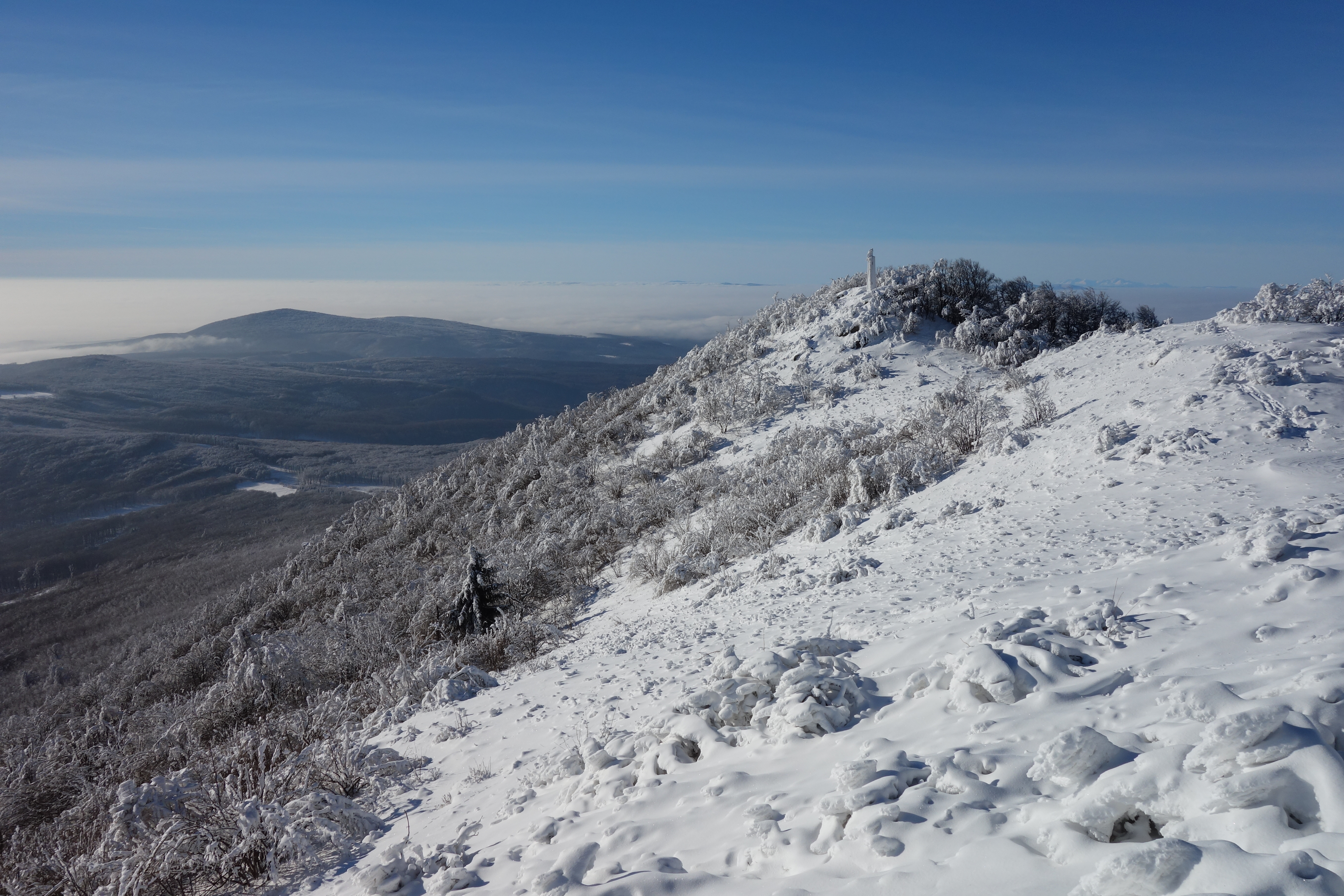
vrch Vihorlat
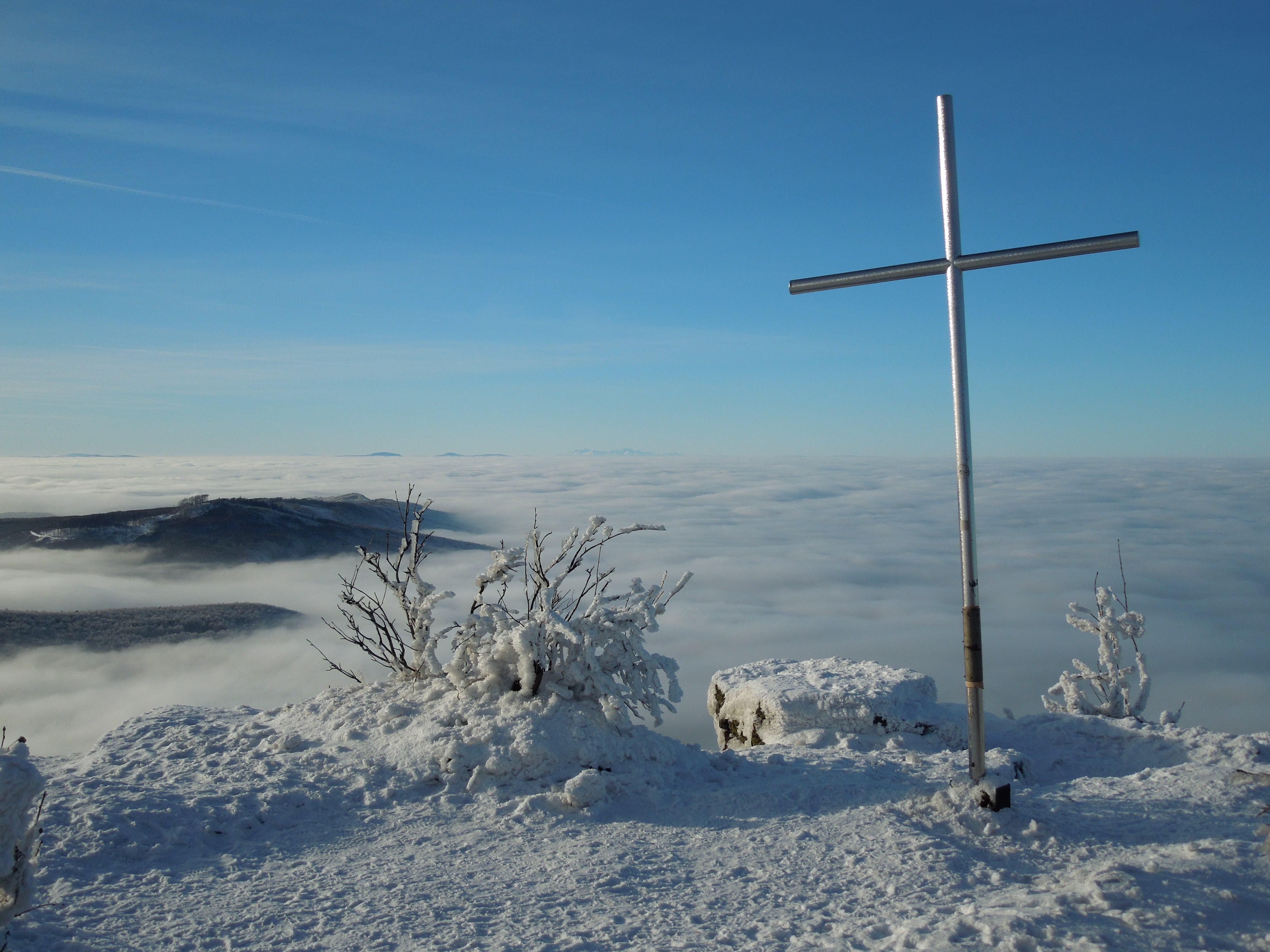
Sninský kameň
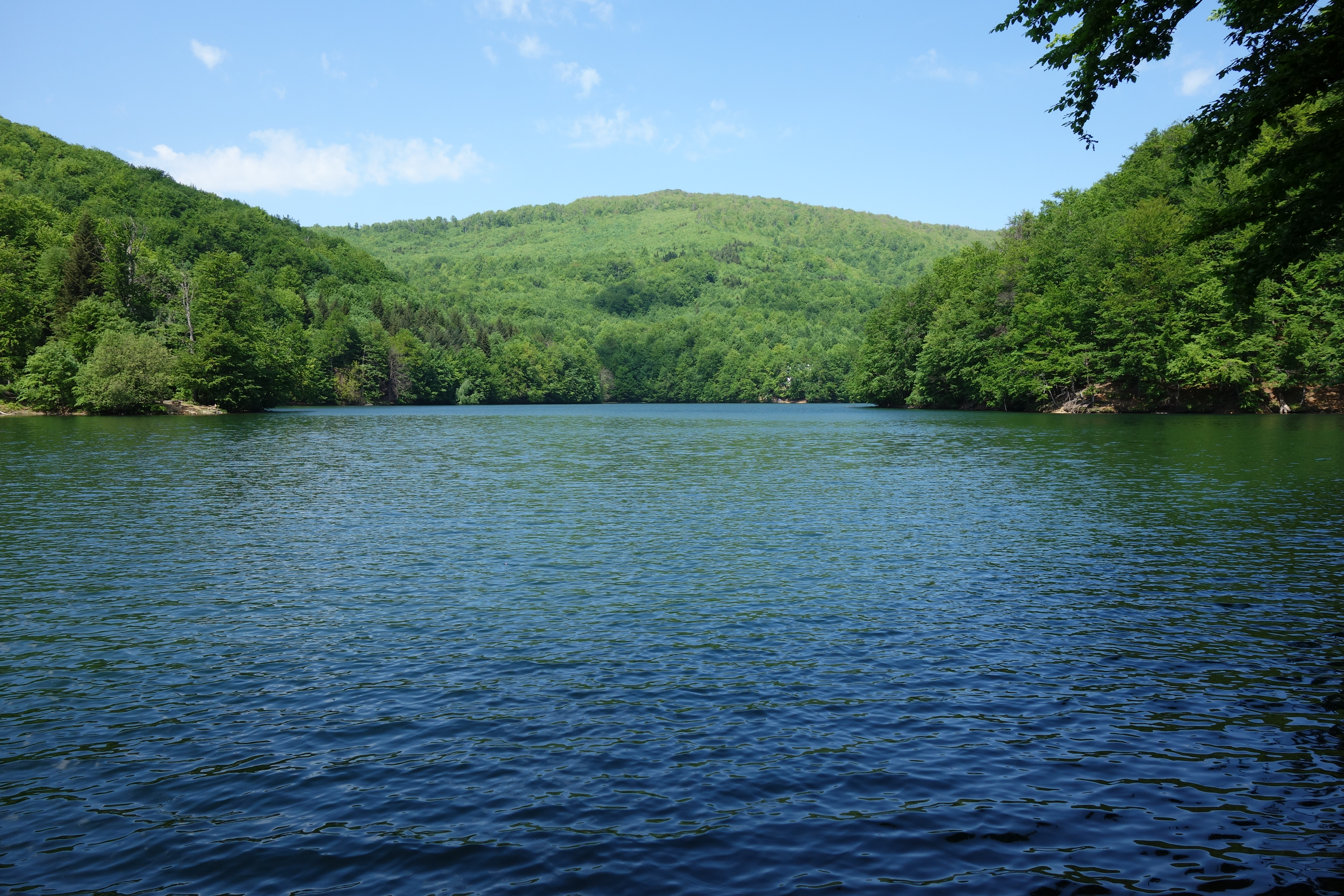
Morské oko
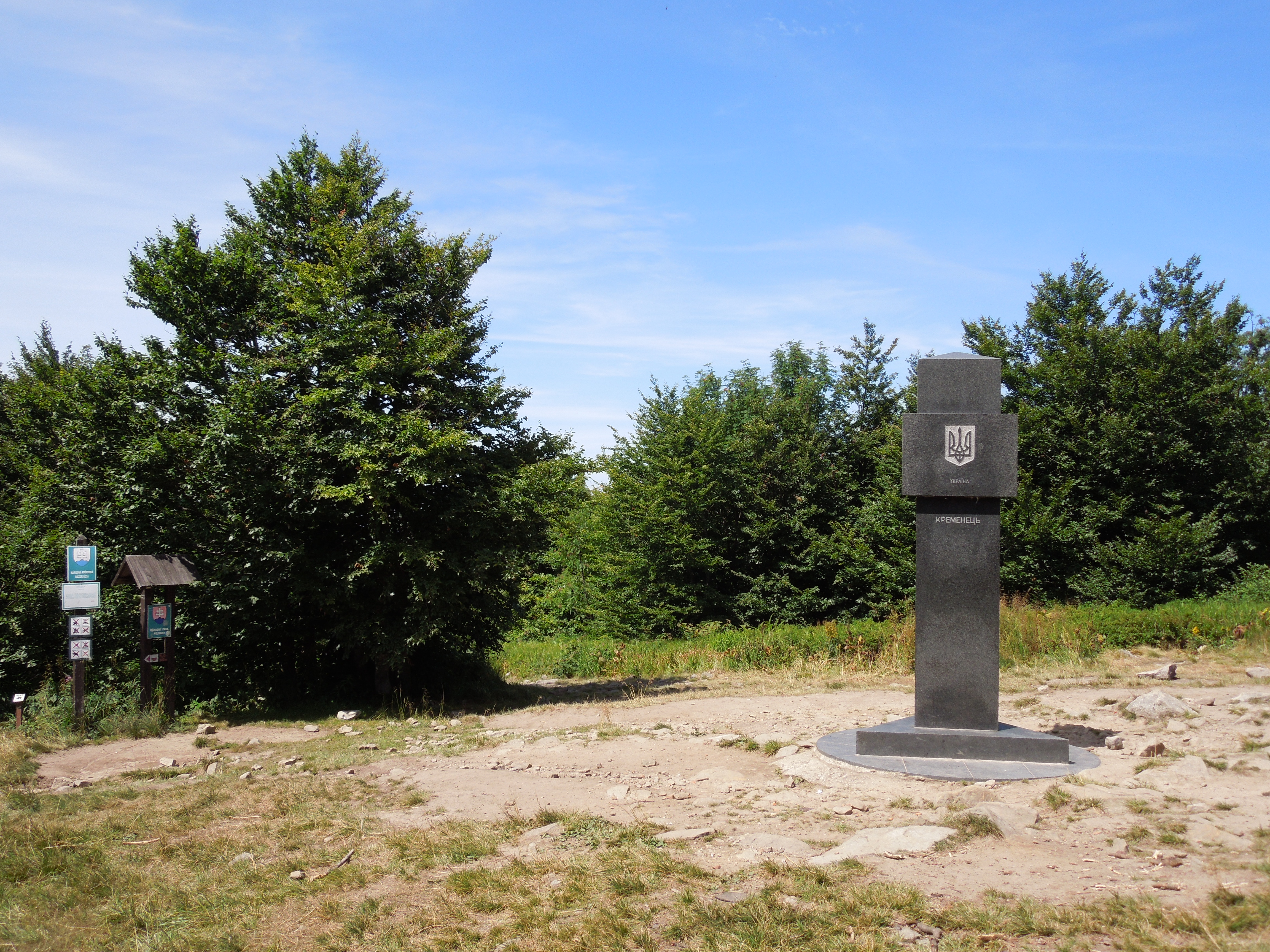
Kremenec – nejvýchodnější bod Slovenské republiky
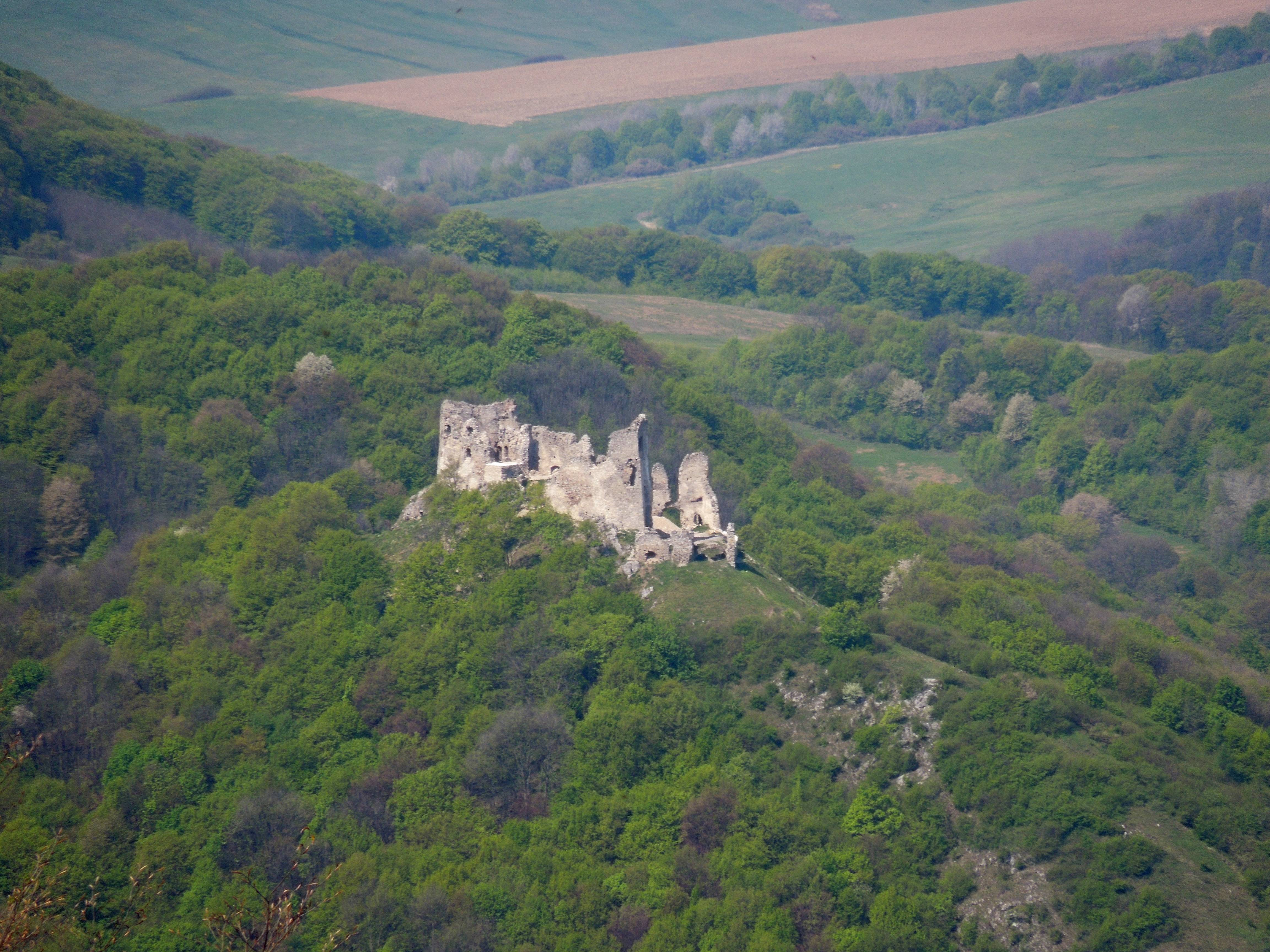
Brekovský hrad
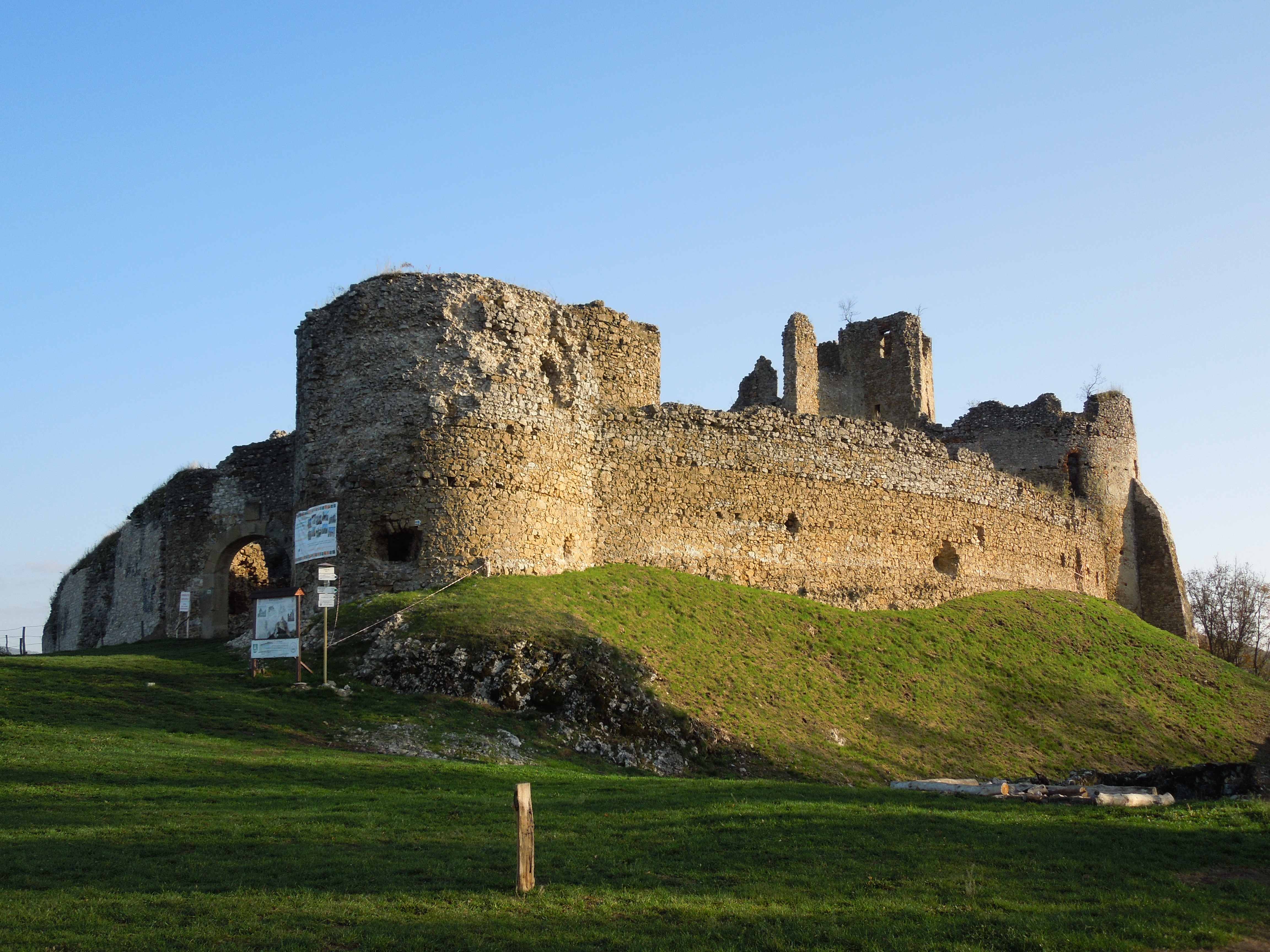
Jasenovský hrad
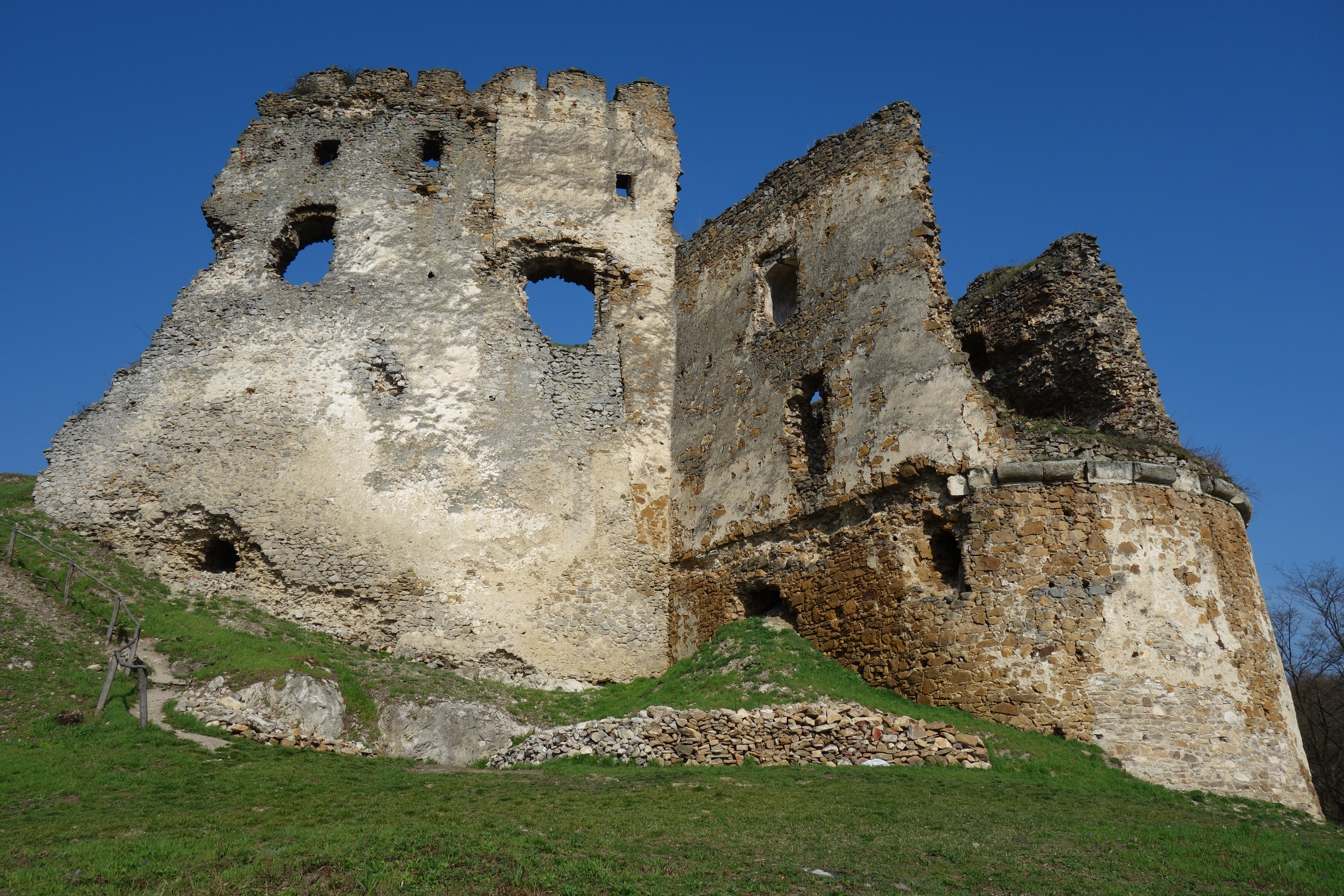
Hrad Čičva
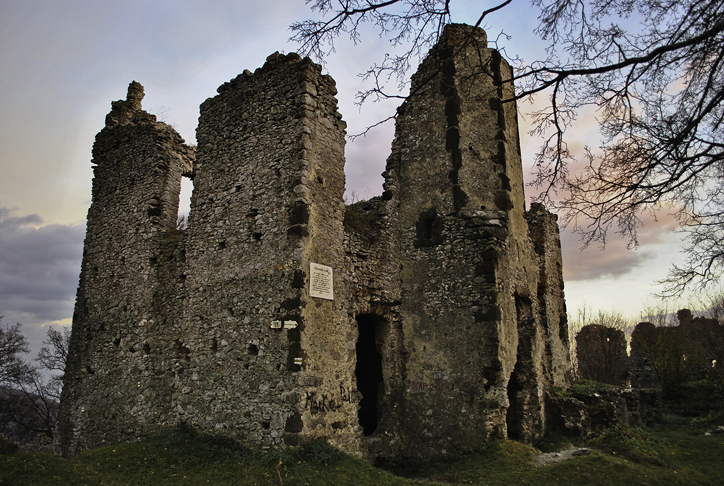
Hrad Vinné

### Nejvýznamnější památky města
- Renesanční zámek se zahradami a parkem – někdejší sídlo Drugethovců. První zmínka o kostele jako o je z roku 1449. Předpokládá se, že již na přelomu 13. a 14. století stál na tomto místě hrad jako sídlo pánů – Drugethovců (kteří vlastnili Humenné a okolí i nedaleké hrady) a později Andrássyovců (se stálou expozicí historie zámečku, přírodovědnou a dalšími expozicemi a výstavami) – národní kulturní památka. Park vznikl v 19. století a původně byl členěn na dvě části: francouzský a anglický s rybníkem. Nachází se zde řada cenných a netradičních starých stromů.
- Gotický kostel (bývalý františkánský klášter, dnes farní kostel Všech svatých), 14. století, nejvýchodněji položená gotická stavba na Slovensku – národní kulturní památka. Součástí výzdoby kostela jsou vitrážová okna akademického malíře Mikuláše Klimčáka, rodáka z Humenného. V kostele jsou umístěny i ostatky Svatého Bonifáce.
- Skanzen lidové architektury s dřevěným kostelíkem východního obřadu svatého Michala archanděla z roku 1745 z Nové Sedlice a čtrnácti objekty lidové architektury.

### Další historické památky
- Řeckokatolický chrám Zesnutí přesvaté Bohorodičky (barokně-klasicistní zděná stavba z roku 1767, obnovena v roce 1875)
- Kostel Reformované křesťanské církve, užívaný i Evangelickou církví (Postaven v novogotickém slohu v roce 1890)
- Kostel na Kalvárii (postaven v neoklasicistním slohu v roce 1891)
- Měšťanské domy v centru města včetně historické budovy Obecního úřadu
- Mlýn z roku 1926 na ul. Osvoboditelů (přestavěn na obytný dům)
- Židovský hřbitov u Hubkoveho v Humenném
- Vojenský hřbitov[7]
- Eneolitické mohyly asi 3 km od Humenného.

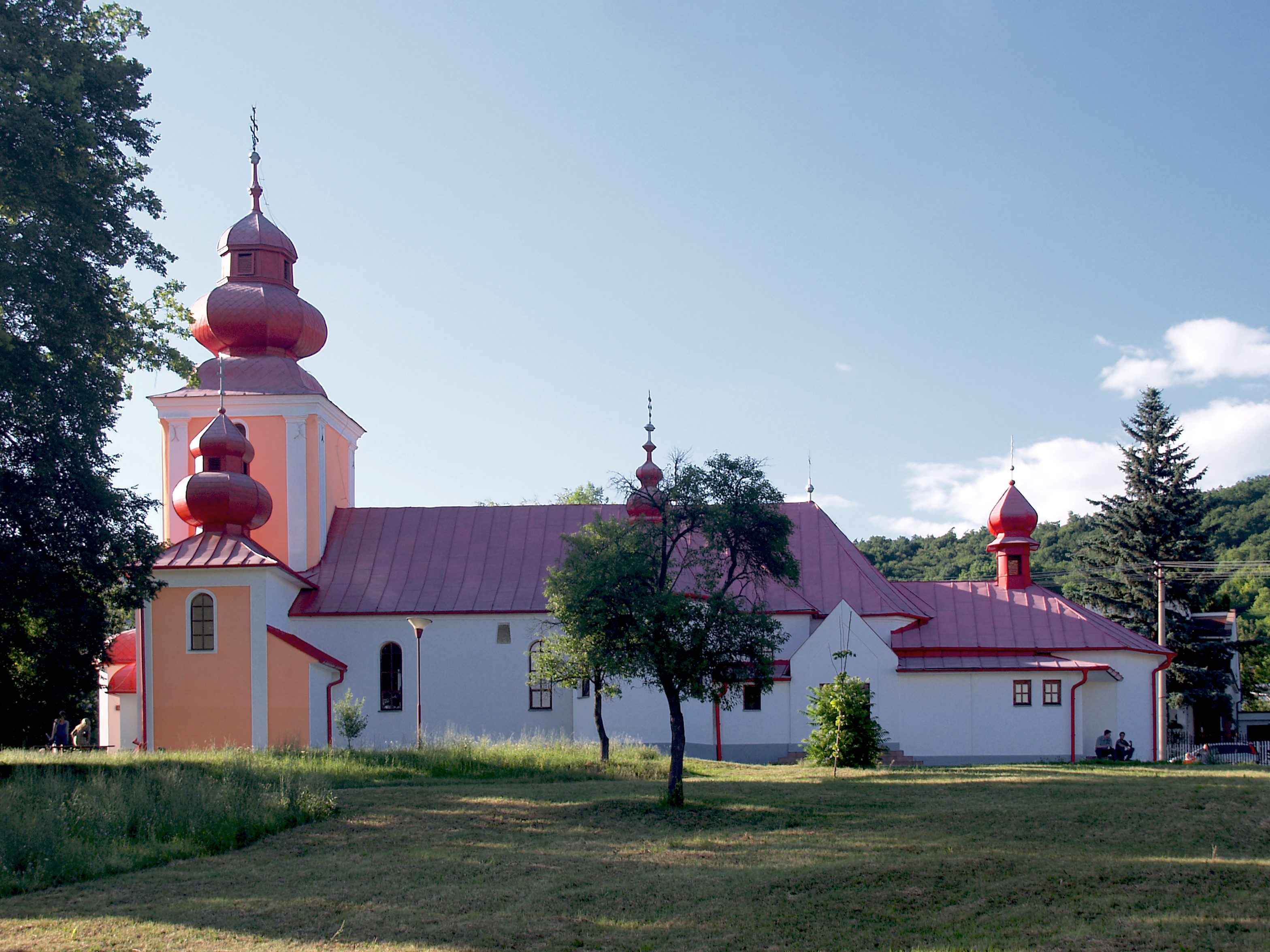
Řeckokatolický chrám Zesnutí přesvaté Bohorodičky (1767)
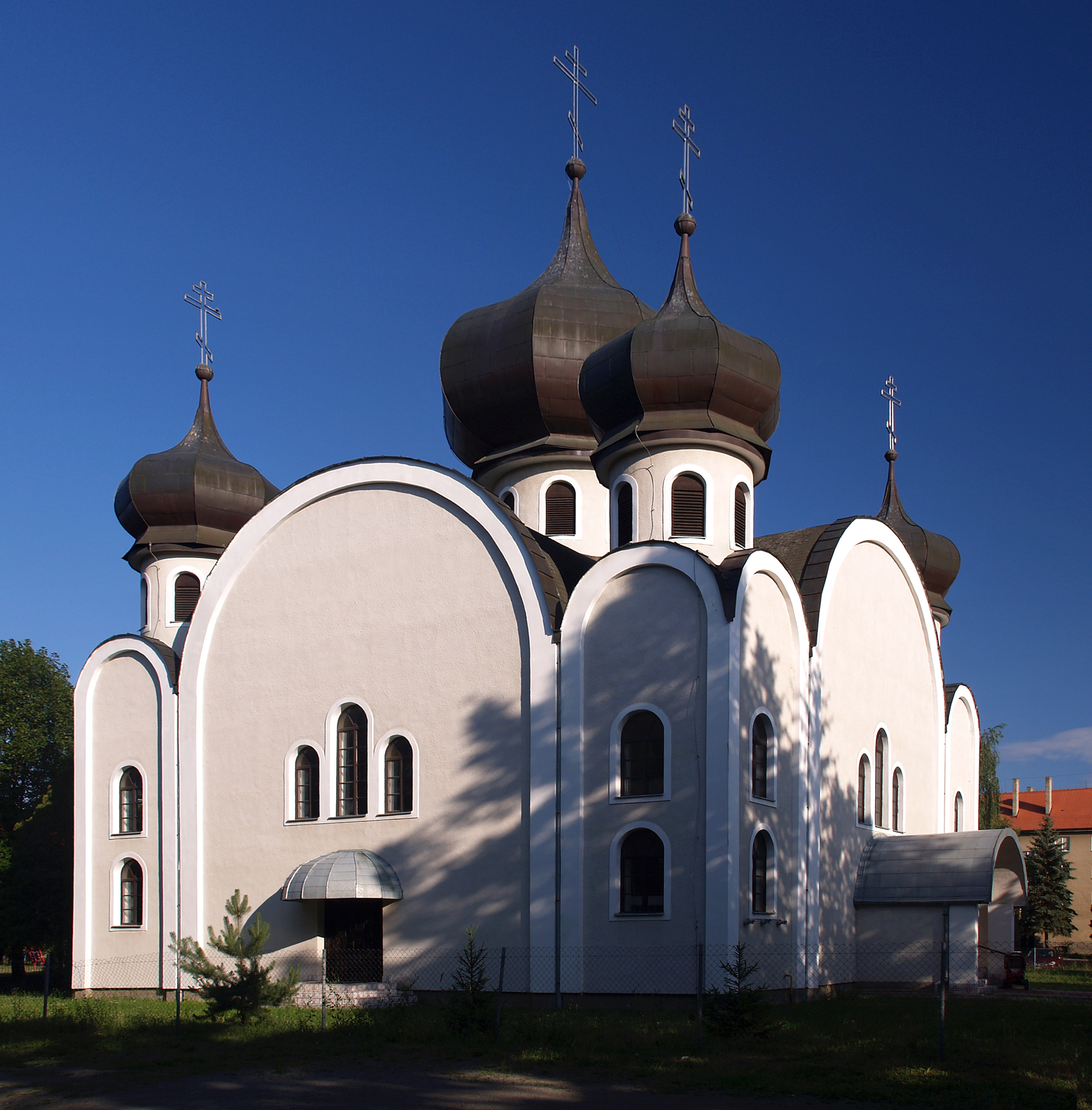
Pravoslavný chrám sv. Cyrila a Metoděje(1995)
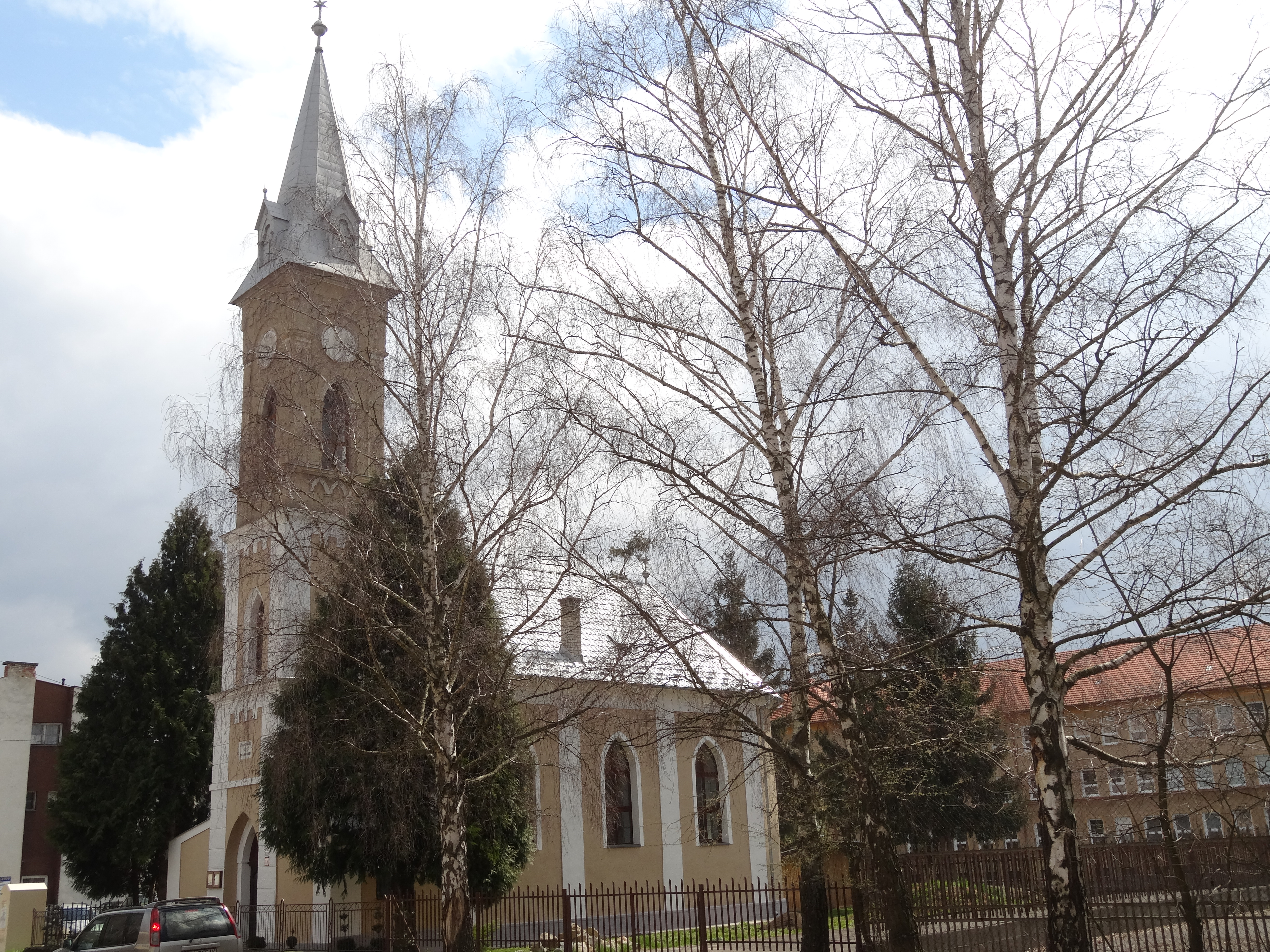
Protestantský kostel (1890)
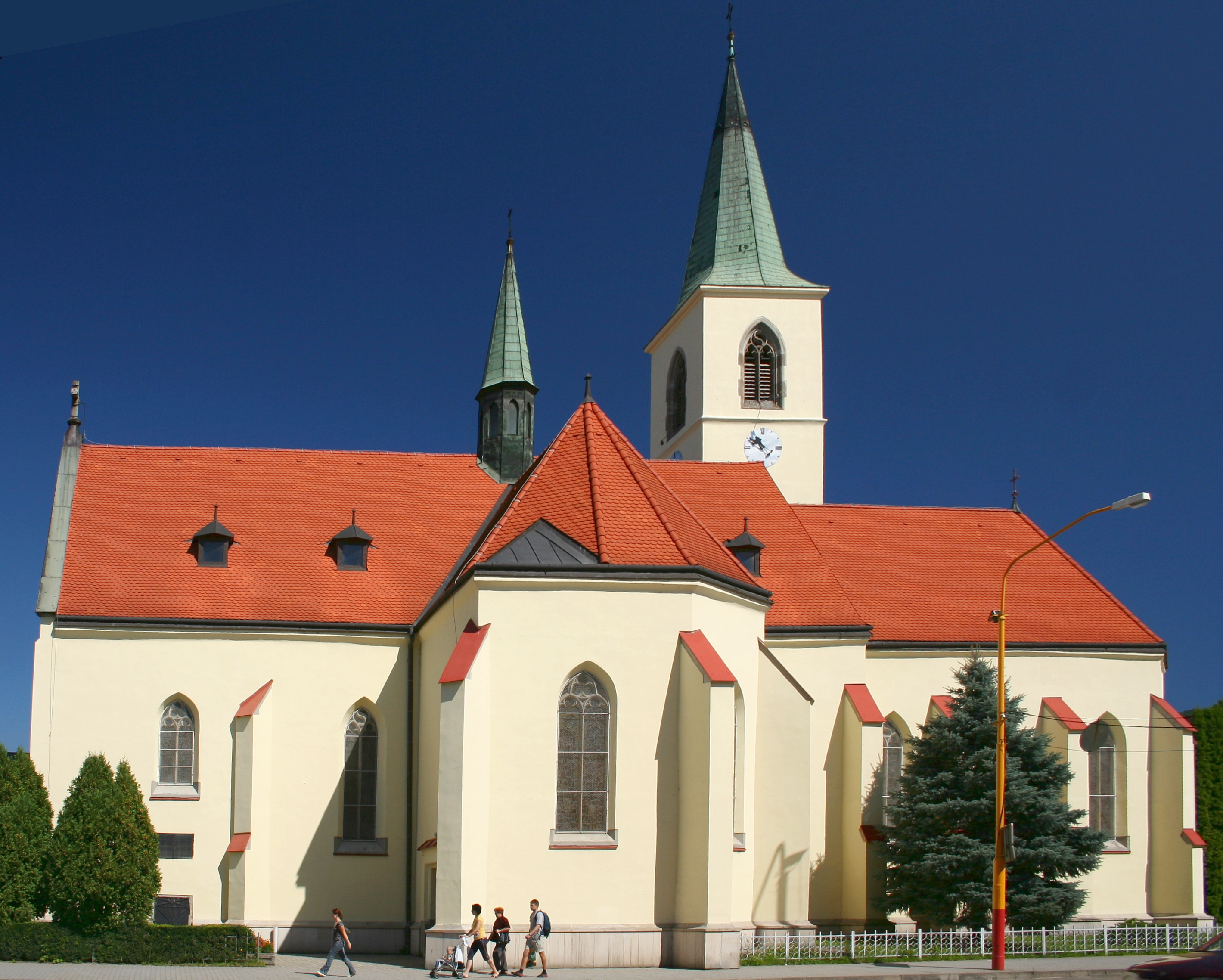
Kostel Všech svatých
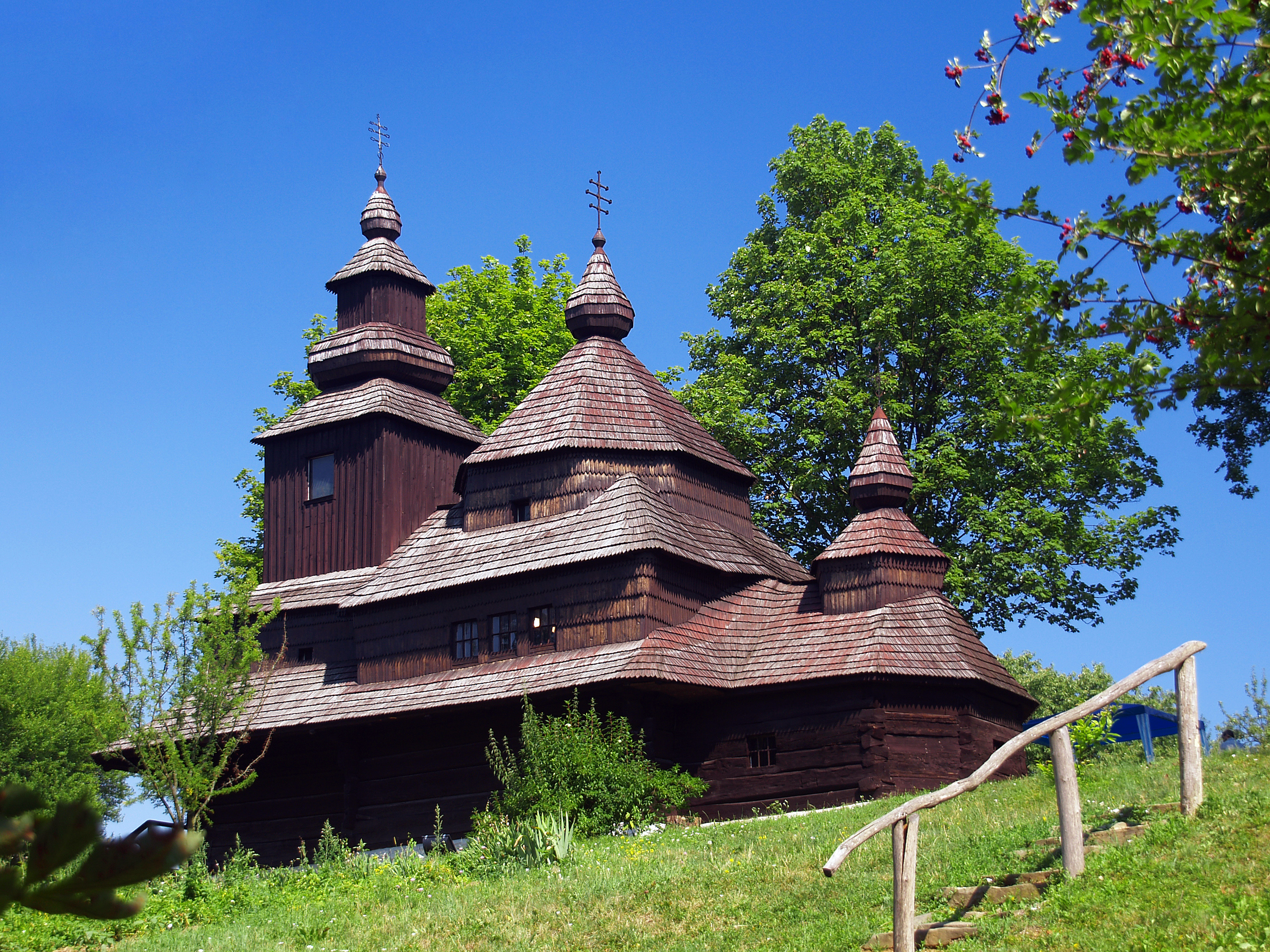
Chrám svatého Michala archanděla Nová Sedlica

### Další turistické zajímavosti

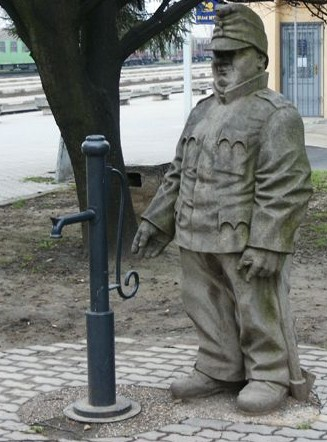
Socha dobrého vojáka Švejka v Humenném

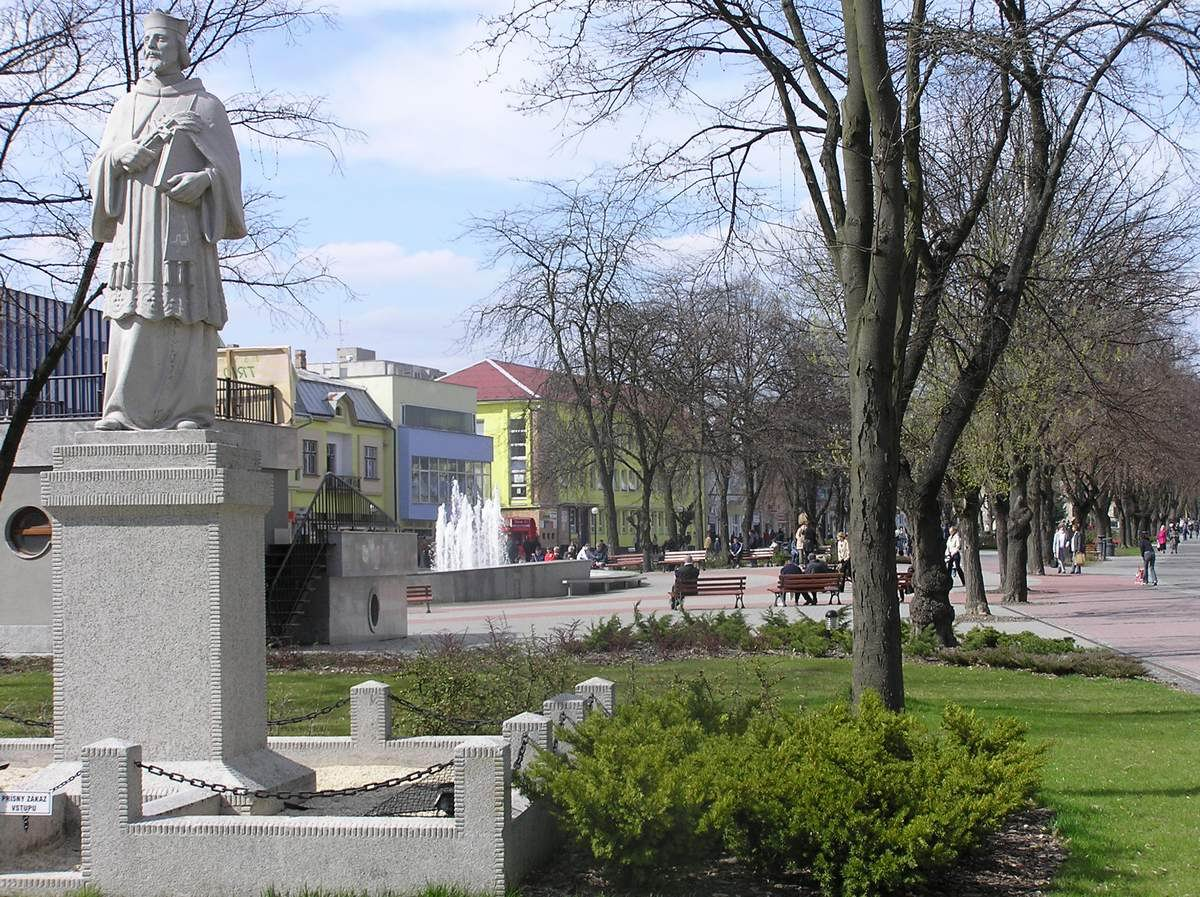
Socha sv. Jána Nepomuckého v parku na pěší zóně (1942)

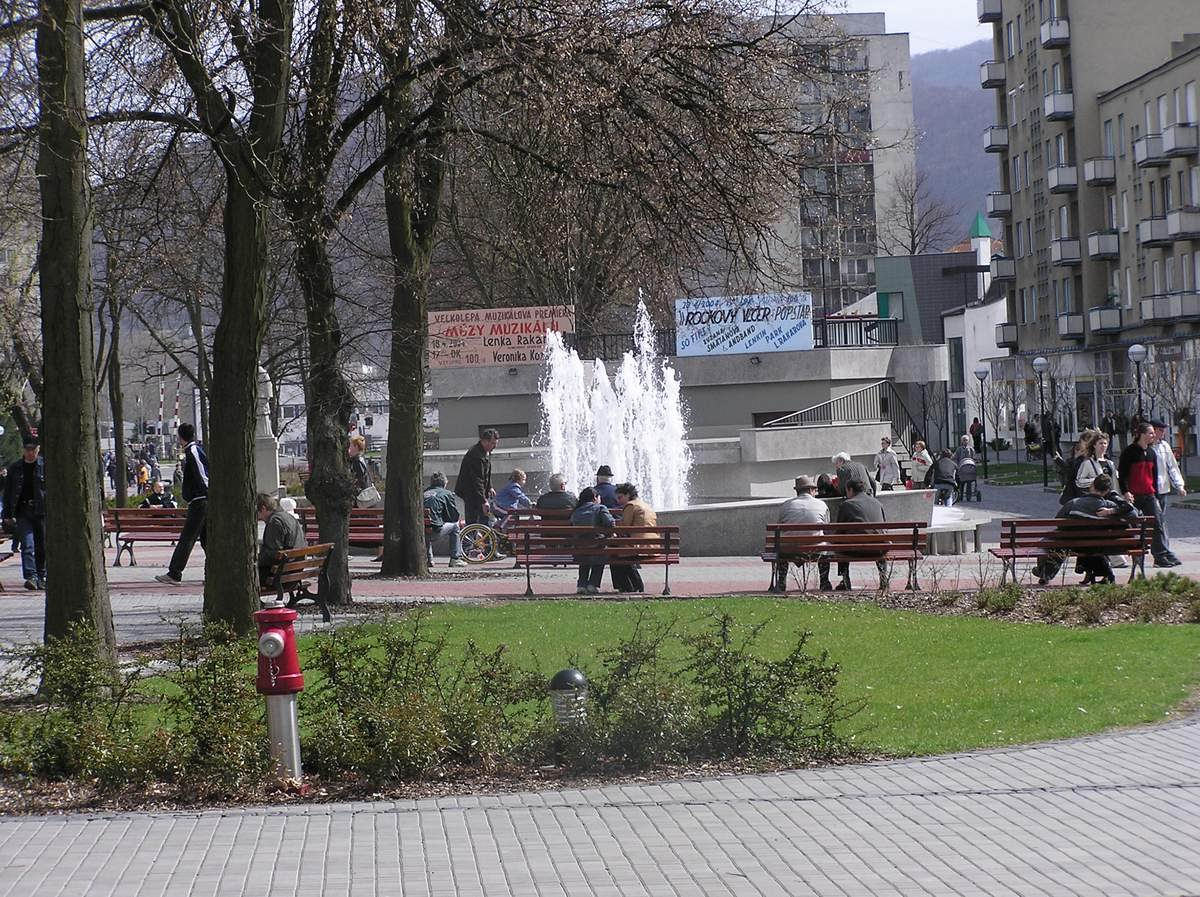
Fontána lásky v centru města

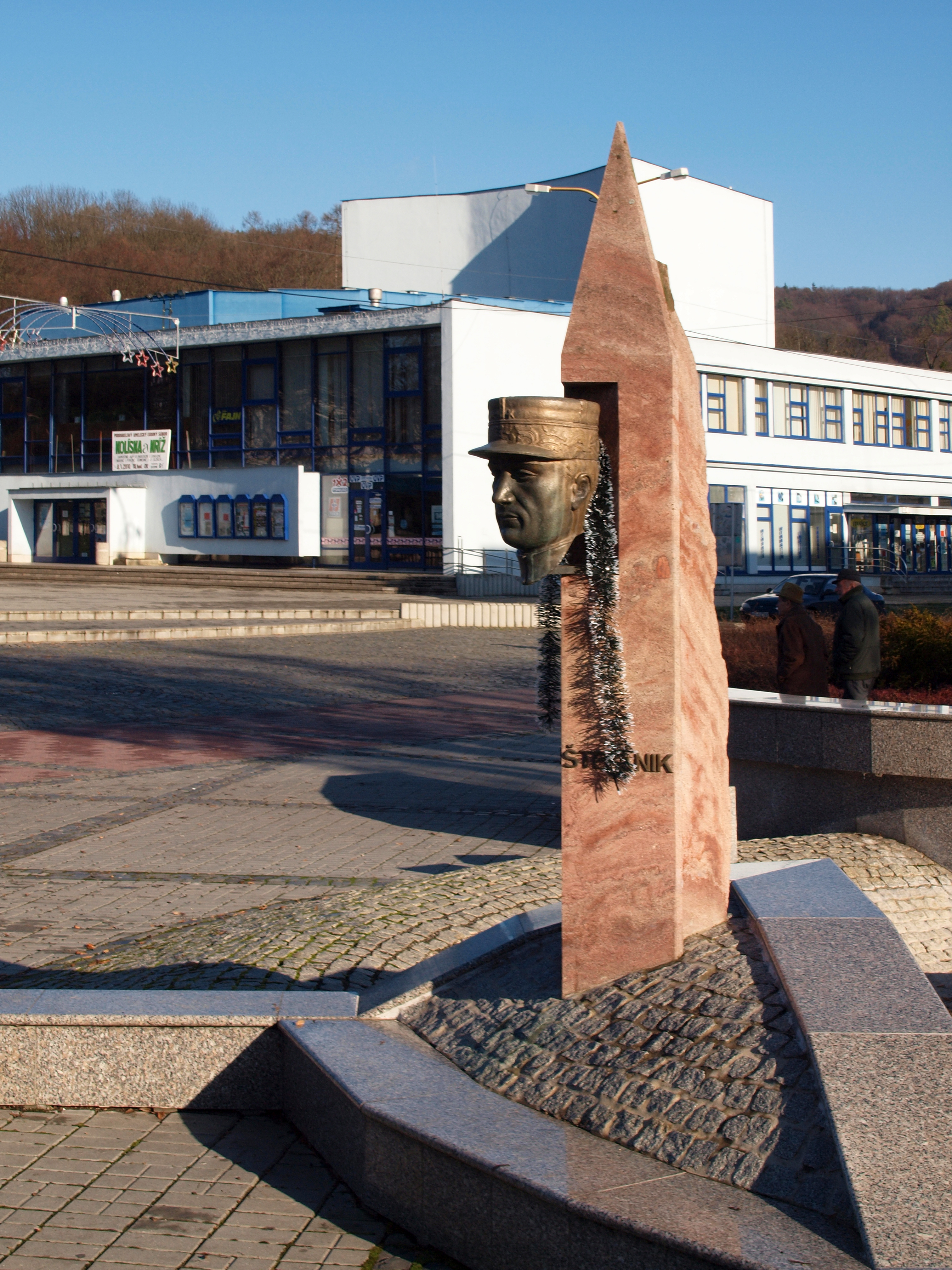
Busta M. R. Štefánika

- Socha dobrého vojáka Švejka z románu Jaroslava Haška od roku 2000 stojí na hlavním nádraží v Humenném, ze které si románová postava dobrý voják Švejk při návštěvě v Humenném na začátku 20. století pil "znamenitou železitou vodu". V době odhalení sochy, to byla první socha dobrého vojáka Švejka na světě. Autorem sochy je akademický sochař Jaroslav Drotár. Turistická cesta "Po stopách dobrého vojáka Švejka" vede z Humenného po železniční trase přes Radvaň nad Laborcom do polského města Sanok, kde se nachází několik památek na počest dobrého vojáka Švejka.
- Socha sv. Jana Nepomuckého v parku na centrální pěší zóně (z r. 1942)
- Busta M. R. Štefánika při Potoku času na centrální pěší zóně (odlitek z torza sochy M. R. Štefánika, která stála v r. 1934-52 na dnes neexistujícím Štefánikově náměstí)
- Fontána lásky na centrální pěší zóně
- Potok času na centrální pěší zóně (umělý potok), který má připomínat mimo jiné i to, že dříve protékal prostředkem náměstí Kudlovský potok, který se vlévá do řeky Laborec. Dnes teče tento potok kanálem pod náměstím (byl zakopán pod zem v minulém století).
- Památník obětem II. světové války na severním konci centrální pěší zóny. Nadpis na památníku: "SVOBODA PŘINESENÝCH JE VZÁCNÝ ALE SVOBODA VYBOJOVÁNÍ JE MNOHEM DRAŽŠÍ".
- Jihovýchodně od Humenného kdysi ležely malé lázně Szirtalja – na místě donedávna fungující restaurace Podskalka

## Kultura a zajímavosti

### Folklorní Soubory
- Kalina
- Chemlon

### Dechové orchestry
- Vychodňáre
- Chemlon
- Humenčanka

### Pěvecké Soubory
- Pěvecký sbor Humenských učitelů
- Pěvecký sbor města Humenné
- Dětský pěvecký soubor Pomněnka
- Církevní pěvecké sbory
- Mužský pěvecký sbor Rusíni

### Pravidelné akce
- Humenský jarmark
- Vánoční jarmark
- Humenské varhanní dny Štěfana Thomana
- Humenské hudební jaro
- Podzimní koncertní cyklus
- Den muzeí
- Den Železnice
- Švejkové pivní dny

### Muzea
Ve městě se nachází Vihorlatské muzeum a skanzen, jehož součástí je cerkev svatého Michaela Archanděla, přestěhovaná z Nové Sedlice. V fondu Vihorlatské muzea (v budově renesančního zámečku) se nachází více než sto tisíc kusů sbírkových předmětů. Mezi nejhodnotnější předměty patří nálezy keltských mincí z Ptičieho, nález mincí ze 17. století z Topoly (okres Snina), starožitné zbraně a brnění, barokní ikony, hodnotné obrazy, či původní mobiliář.
Základ muzea (od roku 1971) tvoří stálá expozice Kultura bydlení feudálů. V roce 1973 byla otevřena expozice novějších dějin. V srpnu 1984 byla veřejnosti zpřístupněna expozice lidové architektury a bydlení. Od roku 1989 je součástí muzea galerijní síň Oresta Dubaye, v roce 1990 přibyla přírodovědná expozice a později stálá výstava z Dějin Romů na Slovensku.

### Galerie
- Galéria mesta Humenné (v samostatné budově u přírodního amfiteátru)
- Výstavní síň ve Vihorlatském osvětovém středisku

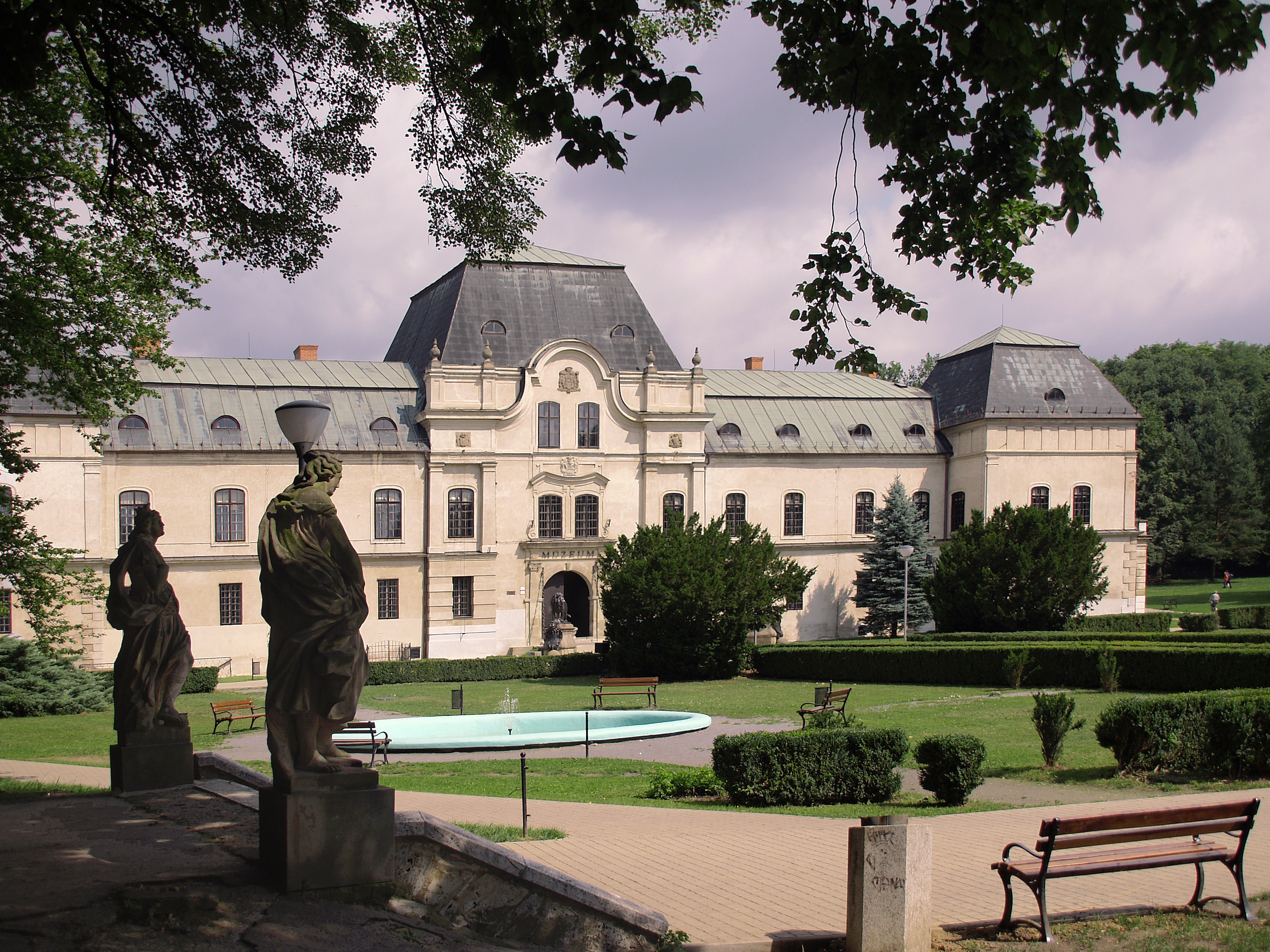
Kaštel v Humenném (Vihorlatské múzeum)
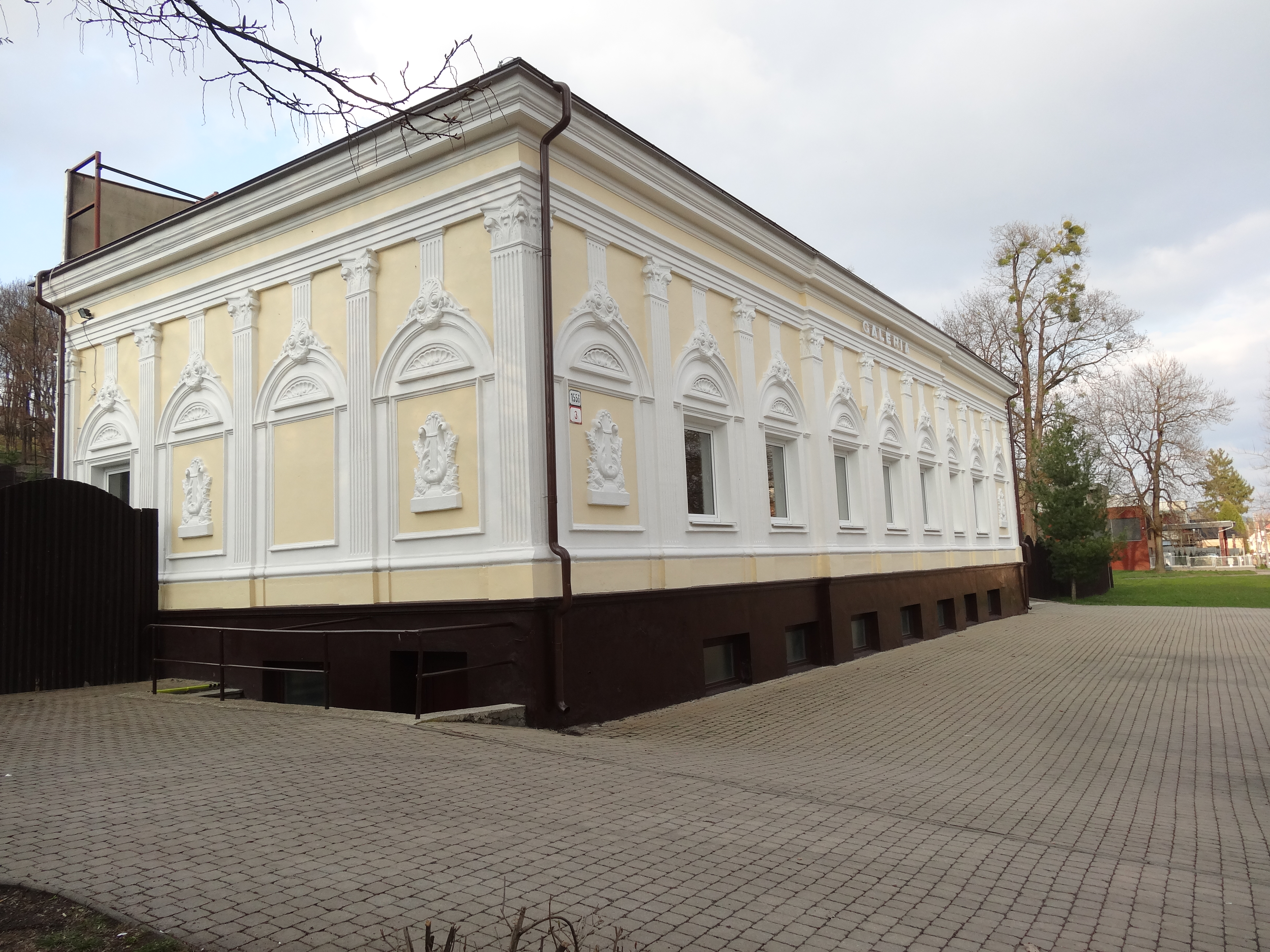
Galerie města Humenné

## Sport
Velký sportovní komplex – sportovní zóna města na Chemlonské ulici skládá z těchto areálů: Krytý zimní stadion, Městská sportovní hala, tenisový areál, Městská plovárna s letními koupališti, Fotbalový stadion s malou tělocvičnou, skateboardové hřiště a mini hřiště s umělou trávou.
V blízkosti Humenného se nachází lyžařský vlek Chlm (cca 6 km) u obce Chlmec se dvěma vleky a umělým zasněžováním, v současnosti je nefunkční.
- FK Humenné je slovenský fotbalový klub z města Humenné, hrající ve 2. slovenské fotbalové lize, do které postoupil v sezóně 2021/22. Barvy klubu jsou žlutá a modrá.
- ŠK Futura Humenné je slovenský fotbalový klub s více než stoletou tradicí. Vychoval řadu výborných hráčů, kteří reprezentovali Československo a později i Slovensko. Dne 16.6.2013 se mladým Humenským fotbalistům kategorie U13 podařil fantastický kousek, když se stali mistry 1. ligy východního Slovenska. Jak psali noviny: "na začátku sezóny pouze sen, dnes skutečná realita ".
- VK Chemes Humenné je druhý nejúspěšnější volejbalový klub v historii samostatného Slovenska a úřadující čtyřnásobný volejbalový mistr České republiky, vítěz slovenského poháru a úspěšně působí v mezinárodní lize MEVZA (Middle European Volleyball Zonal Association), kde v sezoně 2013/2014 skončil na třetím místě. Hlavním sídlem klubu je Městská sportovní hala s kapacitou 1200 sedících diváků.
- TC Humenné je hlavní tenisový klub ve městě Humenné. Jeho předchůdci byl od roku 1978 klub TJ Zdravotník Humenné, později v letech 1980 – 1993 fungoval jako TJ Chemlon Humenné, v letech 1993 – 1997 TJ Chemes Humenné. Od roku 2003 klub funguje v novém tenisovém areálu s jedenácti kurty, který je součástí sportovní zóny na Chemlonské ulici. Původní tenisový areál "Pod nadjezdem" se šesti kurty fungoval do roku 1998, kdy byl zbourán.
- Letecko-modelářský klub Humenné má bohatou historii již od 50. let 20. století. Vychoval několika mistrů Slovenska v různých kategoriích. V roce 1984 organizoval Mistrovství Slovenska raketových modelů, v roce 2011 Mistrovství Slovenska upoutané modelů a v roce 2012 Mistrovství Slovenska halových modelů. V současnosti (12/2012) má klub 22 členů, kteří se zabývají leteckými a kosmickými modely.
- Atletický klub Humenné má dlouhou historii v tomto městě. Vychoval několika mistrů Slovenska. Trénuje se na ZŠ Hrnčířské (hřiště při Mlýně), trenér Mgr. Marek Lučka trénuje své svěřence a dosahuje výkony v oblasti Východoslovenská / Slovenska na předních příčkách. Každý rok se v okolí Humenného uspořádává běžecká liga která se koná v Humenném a obcích v okolí.

## Školství
V současnosti se v Humenném nachází 10 středních škol a 8 základních škol

### Základní školy
- Základná škola Dargovských hrdinov
- Základná škola Hrnčiarska
- Zákládná škola Jána Švermu
- Základná škola Kudlovská
- Základná škola Laborecká
- Základná škola Pugačevova
- Základná škola SNP
- Cirkevná spojená škola Duchnovičova

### Střední školy
- Gymnázium armádneho generála Ludvíka Svobodu
- Obchodná akadémia
- Hotelová akadémia
- Cirkevná spojená škola
- Cirkevné gymnázium svätého Jána Zlatoústeho
- Stredná odborná škola obchodu a služieb
- Stredná odborná škola polytechnická
- Stredná odborná škola technická
- Stredná zdravotnícka škola
- Súkromná pedagogická a sociálna akadémia EBG

## Osobnosti
- Štefan Babjak – slovenský operní zpěvák (baryton)
- Arthur Beller – prezident nejstarší antverpské diamantové burzy Beurs voor Diamanthandel[8]
- Peter Breiner – hudebník a hudební skladatel
- Helena Citrónová – přeživší holokaustu
- Marián Čekovský – zpěvák
- Yuri Dojc – fotograf
- Jaroslav Drotár – sochař[9]
- Olga Fečová – osobnost romské ženské emancipace
- Tomáš Gerich – fotbalista
- Ladislav Grosman, spisovatel autor novely Obchod na korze, podle níž byl natočen stejnojmenný film, který získal v roce 1966 vůbec prvního Oscara v dějinách Československa
- Matej Hubaľ – policista vyznamenán Medailí za statečnost při záchraně lidského života[zdroj?]
- Mikuláš Klimčák – akademický malíř
- Mikuláš Kočan – spisovatel, básník a dramatik, autor rozhlasových a televizních her pro děti a mládež
- MUDr. Andrej Leno – spoluzakladatel moderní evropské a české medicíny, primář chirurgického odd. Nemocnice MUDr. A. Lenu (1946–1976)[10]
- PhDr. Andrej Leno – novinář, dramatik a spisovatel[11]
- Tomáš Leňo – umělecký fotograf
- Milena Minichová – herečka
- Lucia Nimcová – fotografka
- František Palonder – režisér, spisovatel a scenárista, absolvent moskevského filmového institutu VGIK (obor režie hraného a televizního filmu)
- Marcel Palonder – zpěvák a hudební pedagog
- Mikuláš Petrašovský – zpěvák
- Michal Pavluš – hudebník, zpěvák, klávesák, narozený v Brně, momentálně se angažuje v rusínském jazyce. Oceněný Gedliovou Medaili za angažovanost v hudbě[zdroj?]
- Peter Rusnák – bratislavský řeckokatolický biskup
- Ján Šmajda – občanský aktivista, filantrop a propagátor sportu[zdroj?]
- Alexius Toronský – řeckokatolický kněz, starosta (1931–1938) a purkmistr (1946–1948) Humenného, zasloužil se o rozvoj města
- Aladár Kurej - insitní malíř, Humenné - Podskalka  (1926-2001

## Doprava

### Železniční

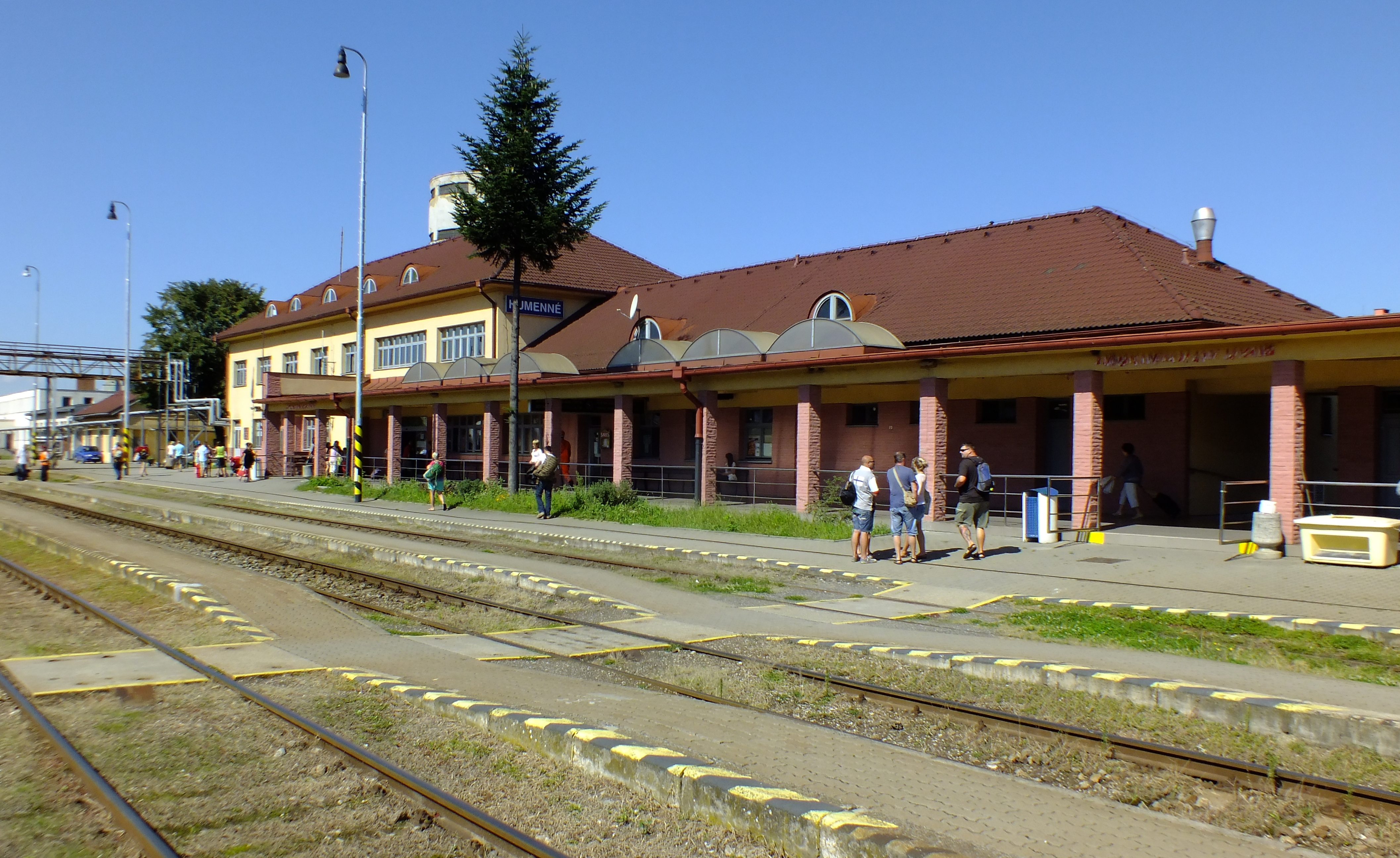
Železniční stanice

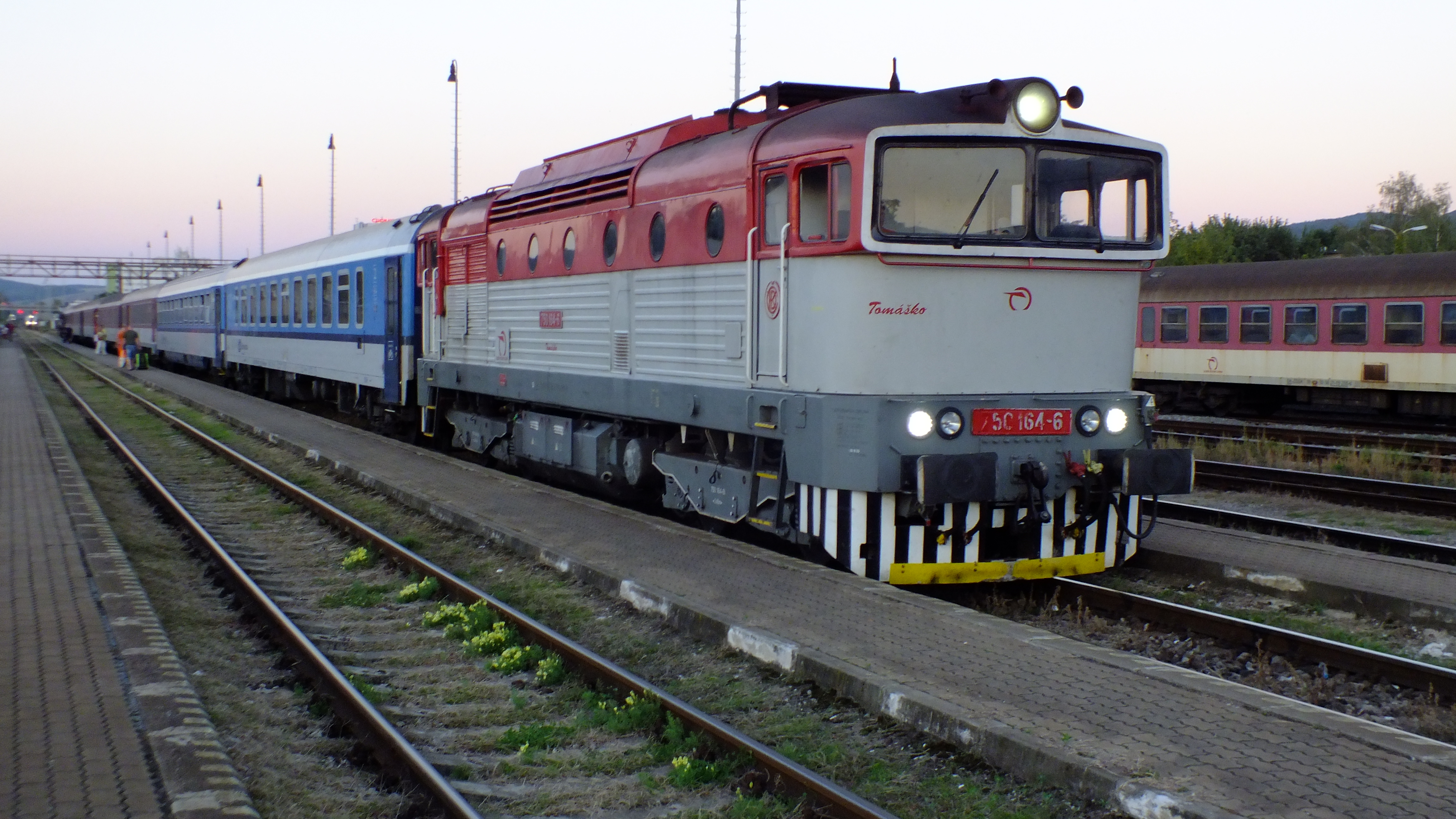
EN 442 Bohemia spojující Humenné s Prahou

Humenné leží na hlavní trati Michaľany–Łupków. Ve městě se kromě hlavní stanice nachází také zastávka Humenné mesto blízko centra a Námestia Slobody. Odbočuje zde lokální trať do Stakčína, do Medzilaborců a odtud dále do Polska.[zdroj?]
V roce 2023 byla zahájena dlouho plánovaná elektrizace tratě Bánovce nad Ondavou - Michalovce - Strážske - Humenné. S ní je zároveň spojena rekonstrukce železniční stanice Humenné, kde vznikne nové nástupiště a podchod, který bude napojen na již existující. Stavby má být hotova do léta roku 2025.[zdroj?]

### Silniční
Městem prochází silnice I/74 (Strážske – Humenné – Snina – Ubľa státní hranice).

### MHD
Městskou hromadnou dopravu ve městě tvoří 6 linek, provozuje firma DZS MK Trans.

## Partnerská města
Seznam partnerských měst v roce 2017.
- Třebíč, Česko
- Sanok, Polsko
- Jarosław, Polsko
- Przemyśl, Polsko
- Perečín, Ukrajina
- Mukačevo, Ukrajina
- Mátészalka, Maďarsko
- Darney, Francie
- Šibenik, Chorvatsko
- Vidnoje, Rusko